# Schriftrollen vom Toten Meer

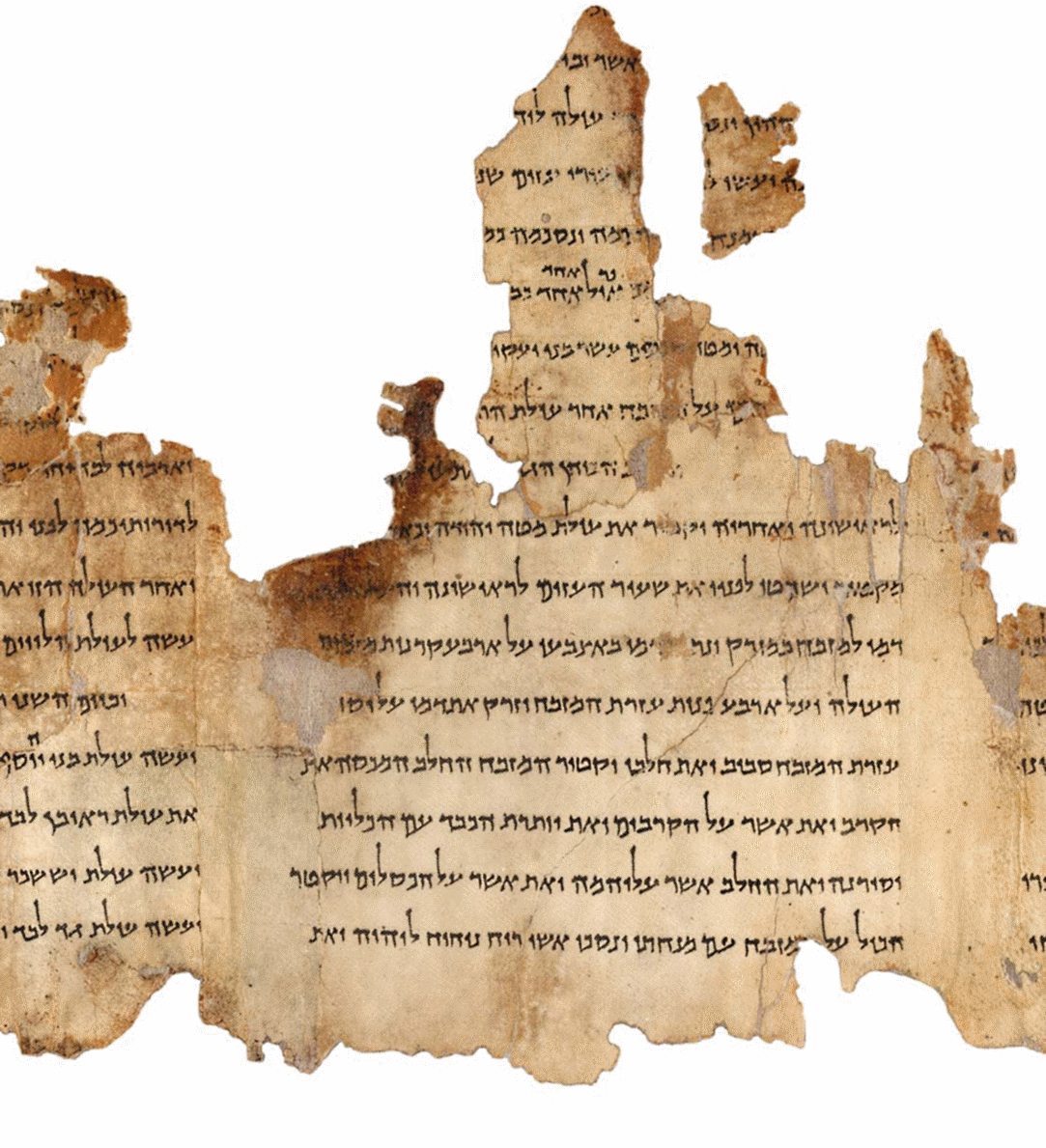
Tempelrolle 11QT^{a} (11Q19) im Schrein des Buches (Israel-Museum, Jerusalem)

Die Schriftrollen vom Toten Meer (englisch Dead Sea Scrolls) oder Qumran-Handschriften sind eine Gruppe von antiken jüdischen Texten, die elf Höhlen nahe der archäologischen Stätte Khirbet Qumran im Westjordanland zugeordnet werden. Von 1947 bis 1956 wurden die Höhlen entdeckt, meist von Beduinen. Die Handschriften wurden teils aus dem Antikenhandel erworben, teils bei der archäologischen Untersuchung der Höhlen gefunden. Etwa 15 Buchrollen sind noch als solche erkennbar. Der Rest, geschätzt 900 bis 1000 Rollen, ist in mehr als 15.000 Fragmente zerfallen. Die Handschriften werden aufgrund der Buchstabenformen (paläografisch) in die Zeit vom 3. Jahrhundert v. Chr. bis ins 1. Jahrhundert n. Chr. datiert. Mit der Radiokarbonmethode wurde diese Datierung in einigen Fällen überprüft und bestätigt. Die meisten Texte sind in hebräischer Sprache verfasst; fast alle sind literarisch und haben einen religiösen Inhalt. Alltagstexte wie zum Beispiel Briefe gibt es kaum. Der literarische Charakter unterscheidet die Qumranhandschriften von anderen antiken Textfunden in der Region (mit Ausnahme von Masada) und lässt sie, trotz der Vielfalt des Inhalts, für viele Fachleute als zusammengehörig erscheinen.
Für die Textgeschichte der Hebräischen Bibel (des jüdischen Tanach bzw. des christlichen Alten Testaments) sind die Schriftrollen vom Toten Meer von herausragender Bedeutung. Der später im Judentum kanonisch gewordene Masoretische Text steht einem Typ von Qumranhandschriften sehr nahe, was das Alter und die Qualität der jüdischen Schreibertradition unterstreicht. Dieser proto-masoretische Text hat aber kein Monopol. Es gibt unter den biblischen Qumranhandschriften ein gleichwertiges Nebeneinander verschiedener Texttypen.
Das hellenistische und frührömische Judäa war bis zu den Qumranfunden fast nur durch Schriften bekannt, die in einem jahrhundertelangen, meist christlich gesteuerten Auswahlprozess überliefert worden waren. Die Qumranhandschriften dagegen enthalten ein von mittelalterlichen Kopisten unzensiertes Spektrum antiker jüdischer Literatur. Im Mittelpunkt steht die Tora: Manche Qumranschriften rücken eine Haupt- oder Nebenfigur der Tora ins Zentrum. Es gibt freie Nacherzählungen von Tora-Stoffen. Andere Autoren brachten die Rechtstexte der Tora in eine neue Reihenfolge und entwickelten sie weiter.
Im Qumranschrifttum hebt sich eine Gruppe von Texten heraus, die in einer jüdischen Gemeinschaft mit besonderer Prägung verfasst worden waren. Diese Gemeinschaft nannte sich selbst Jachad und wird in der Forschung oft mit den Essenern identifiziert. Mitglieder des Jachad befolgten die Gebote der Tora mit großer Radikalität und darüber hinaus eigene Gebote, von denen man außerhalb des Jachad nichts wusste. Der Jachad lehnte den Jerusalemer Tempel ab und glaubte, dass die Liturgie in der eigenen Gruppe den Jerusalemer Opferkult ersetzen könne. Viele Verfasser waren überzeugt, in der Endzeit zu leben. Das war kompatibel mit einem Interesse an Weisheitsliteratur, die im Spektrum der Qumranschriften gut vertreten ist. Was unter den erhaltenen außerbiblischen Schriftrollen vom Toten Meer dagegen fehlt, sind historische Werke.
Personen des Urchristentums werden in den durchschnittlich 100 Jahre älteren Qumrantexten nicht genannt. Für die Judaistik eröffnen die Handschriften vom Toten Meer neue Einsichten in die Entwicklung der Halacha.

## Fundorte antiker Texte am Westufer des Toten Meeres
Neben den Höhlen bei Khirbet Qumran wurden auch an anderen archäologischen Stätten am Westufer des Toten Meeres und im unteren Jordantal antike und frühmittelalterliche Texte gefunden, die in einem weiteren Sinne als „Schriftrollen vom Toten Meer“ bezeichnet werden können:
- Wadi Daliyeh: Aramäische Dokumente der samaritanischen Oberschicht, schwerpunktmäßig zum Sklavenhandel (4. Jahrhundert v. Chr.);[2]
- Masada: Biblische und andere literarische Texte, die während des Jüdischen Krieges wahrscheinlich von Flüchtlingen nach Masada mitgebracht wurden;
- Nachal Chever, Wadi Murabbaʿat, Wadi el-Mafjar (Ketef Jericho): Literarische Texte, Briefe und Dokumente aus Fluchthöhlen, die zu verschiedenen Zeiten genutzt wurden, vor allem während des Bar-Kochba-Aufstandes;
- Khirbet Mird: Byzantinische und arabische Texte aus dem 492 n. Chr. gegründeten Kloster Kastellion;[3]
- Kleinere Fundorte: Wadi en-Nar, Wadi Ghuweir, Wadi Sdeir, Nachal Mischmar, Nachal Zeʾelim, Nachal Arugot.

Es ist im Einzelfall möglich, dass bei den im Antikenhandel erworbenen Fragmenten eine Herkunft aus Qumran behauptet wurde, diese Texte aber von einem anderen regionalen Fundort stammen. Seit 2017 führt die Israelische Altertümerverwaltung zusammen mit der Abteilung Archäologie der Zivilverwaltung von Judäa und Samaria Rettungsgrabungen im Bereich der oben genannten Fundorte durch, um Plünderern zuvorzukommen. Im März 2021 wurden dabei erstmals nach etwa 60 Jahren wieder Textfunde gemeldet, und zwar neue Fragmente der griechischen Zwölfprophetenrolle vom Nachal Chever mit dem Text von Sach 8,16–17  und Nah 1,5–6 . Diese Buchrolle war bereits durch Fragmente bekannt, die in den 1950er Jahren im Antikenhandel auftauchten, und dann durch die archäologische Untersuchung der sogenannten Cave of Horror unter Leitung von Yohanan Aharoni 1961.

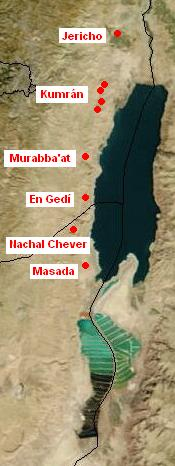
Räumlich geografische Zuordnung der Fundorte

## Essener – Qumran – Jachad

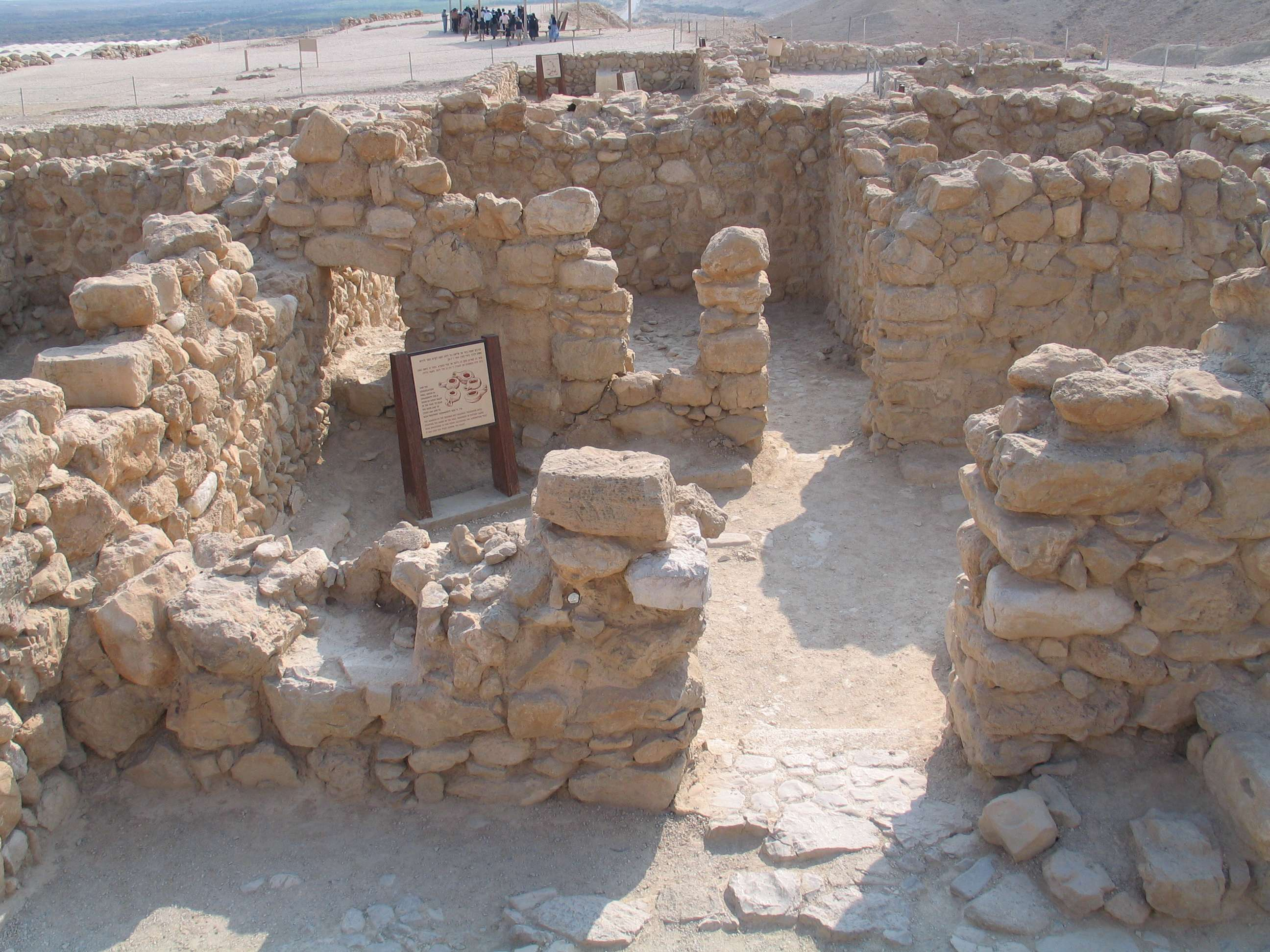
L4 mit Durchgang und Durchreiche zum hinteren Raum L1

Zu der Frage, wer die Schriftrollen in den Höhlen gesammelt hat, gibt es eine klassische Theorie, der von einer Minderheit widersprochen wird und die seitdem in verschiedener Weise modifiziert wurde: Die Qumran-Essener-Theorie besagt, dass die Essener in Khirbet Qumran ihr Zentrum hatten und hier eine Bibliothek besaßen, deren Reste die Schriftrollen vom Toten Meer darstellen. Die Essener werden von den antiken Autoren Flavius Josephus, Philon von Alexandria und Plinius dem Älteren als jüdische Philosophenschule oder als zölibatär lebender „Stamm“ beschrieben. Buchbesitz ist in der Antike ein klares Oberschichtmerkmal. Die Architektur von Khirbet Qumran weist aber nicht den Luxus auf, den man bei Eigentümern einer großen Bibliothek erwartet. Genau das zeigt im Sinne der Qumran-Essener-Hypothese einen freiwillig gewählten asketischen Lebensstil.
Der Ausgräber Roland de Vaux war überzeugt, in Khirbet Qumran eine Schreiberwerkstatt identifiziert zu haben (sogenanntes Skriptorium in L30). Daraus folgt auch für Vertreter seiner Hypothese nicht, dass alle Schriftrollen aus den Höhlen hier angefertigt wurden. Einige Rollen sind dafür zu alt. Aber Khirbet Qumran ist nach dieser Theorie der Ort, wo die Rollen studiert wurden und wo das praktiziert wurde, was insbesondere die Gemeinderegel (1QS) vorschreibt.
Innerhalb der Anlage von Khirbet Qumran ist kein Raum oder Trakt klar als Bibliothek zu erkennen. Diskutiert wird diese Nutzung bei dem mit einer Art umlaufender flacher Bank ausgestatteten Raum L4 und dem dahinter befindlichen, nur durch L4 zu betretenden Raum L1 (Foto). Eine Durchreiche verbindet beide Räume. Die Bank könnte eine Basis für die hölzernen Regale gewesen sein, auf denen die Buchrollen lagen. Katharine Greenleaf Pedley identifizierte L4 und L1 als Bibliothek mit Leseraum und einem Arbeitsraum im nicht erhaltenen Obergeschoss. Hartmut Stegemann hält L1 für die eigentliche Bibliothek und L4 für den Leseraum. In L4 war es freilich dunkel. Stegemann sieht dies als Vorteil, denn es schützte die Buchrollen vor dem Ausbleichen. Man habe sie beim Licht von Öllampen studiert. Ihre kostbaren Buchrollen verbargen die Essener nach dieser Theorie im Jüdischen Krieg (vor 68 n. Chr.) in der nahegelegenen Höhle 4Q, um sie vor der römischen Armee in Sicherheit zu bringen. Einige wichtige Buchrollen nahm man möglicherweise aus diesem Versteck heraus und lagerte sie in Höhle 1Q.
Die Aufbewahrung beschädigter heiliger Texte in einem Depot (Geniza) ist eine seit dem Mittelalter für das Judentum bezeugte Praxis. Eleasar Sukenik vermutete, dass sie schon in der Antike von Essenern befolgt worden sei. Wenn man die Qumranhöhlen als Genizot versteht, spricht das für eine allmähliche Ansammlung von Schriftrollen über einen langen Zeitraum. Eine Geniza kann auch religiöse Texte enthalten, die inhaltlich missbilligt und deshalb aus dem Verkehr gezogen wurden. Nachdem Sukenik 1953 verstorben war, wurde die Geniza-Theorie von Autoren vertreten, die diesen Aspekt stark betonten (Henri del Medico, Godfrey R. Driver). Die Mehrheitsmeinung folgte aber de Vaux, zumal mit Józef T. Milik (Ten Years of Discovery in the Wilderness of Judaea, 1959) und Frank M. Cross (The Ancient Library of Qumran and Modern Biblical Studies, 1961) zwei Mitglieder seines Editionsteams die Vorstellung einer einheitlichen, aus Khirbet Qumran ausgelagerten antiken Bibliothek unterstützten.
Die Qumran-Essener-Theorie war fast konsensual akzeptiert, bis Norman Golb 1980 widersprach. Dass Khirbet Qumran ein Zentrum essenischer Schreibertätigkeit gewesen sei, sei ebenso unbewiesen wie ein Zusammenhang zwischen der Siedlung und den Höhlen. Die Texte zeigten die Vielfalt religiöser Praktiken und Überzeugungen innerhalb des damaligen Judentums; die Buchrollen seien vor oder während der römischen Belagerung aus Jerusalem herausgebracht und mit Hilfe der ortskundigen Bevölkerung in Höhlen westlich des Toten Meeres versteckt worden. Zu der Minderheit, die eine Jerusalemer Herkunft der Texte favorisiert, gehören außer Golb vor allem Yizhar Hirschfeld, Jürgen Zangenberg und die Leiter der Nachgrabungen in Khirbet Qumran (1993 bis 2004), Yizhak Magen und Yuval Peleg. Rachel Elior hält die Essener für eine literarische Fiktion antiker Autoren und weist die Qumran-Handschriften zadokidischen Priesterkreisen zu, die durch die Hasmonäer in Jerusalem entmachtet wurden und aus der Opposition heraus Literatur zu Fragen des Tempelkults, des Kalenders und der kultischen Reinheit verfassten.
Autoren, die an der Qumran-Essener-Theorie grundsätzlich festhalten, vertreten sie oft in modifizierter Form. Beispiele:
- Alison Schofield vermutet, dass unterschiedliche essenische Ortsgruppen ihre jeweiligen Bibliotheken um 68 n. Chr. nach Qumran gebracht und in den Höhlen deponiert hätten.
- Steven Pfann meint, das Depot in der am weitesten nördlich gelegenen Höhle 3Q (darunter die Kupferrolle) hätten Jerusalemer Priester angelegt.
- Joan E. Taylor entwickelt Sukeniks Geniza-Theorie weiter.
- Daniel Stökl Ben Ezra weist darauf hin, dass das Durchschnittsalter der Manuskripte in 1Q und 4Q signifikant höher ist als das der Manuskripte in den übrigen Höhlen. Statistisch sei höchst unwahrscheinlich, dass sich eine solche Konzentration der alten Buchrollen in zwei Höhlen bei der angenommenen Evakuierungsaktion der gesamten Bibliothek zufällig ergeben habe. Deshalb schlägt er vor, dass die Qumran-Essener bereits früher, in einer Krisensituation um die Zeitenwende, die Buchrollen in 4Q und 1Q deponiert und diese Höhlen danach als eine Art Archiv genutzt hätten. Die Gemeinschaft habe dann in der Siedlung eine neue Bibliothek aufgebaut, deren vergleichsweise junge Manuskripte um 68 n. Chr. in die anderen Qumranhöhlen gebracht worden seien.[17]

Es ist methodisch sinnvoll, die Rollen zunächst für sich zu betrachten, unabhängig von den archäologischen Befunden aus Khirbet Qumran und den antiken Texten über die Essener. Die jüdische Gruppe, deren besondere Anschauungen in einigen Qumranrollen niedergelegt sind, bezeichnete sich selbst als Jachad („Einung“), ein Sprachgebrauch, der in der Fachliteratur übernommen wird; Texte, die ihre besonderen Anschauungen enthalten, sind daher jachadische Texte. (Der Ausdruck jachadisch wird im Folgenden auch dort verwendet, wo in der englischsprachigen Literatur sectarian steht, da „Sekte“ im Deutschen stark abwertend ist.)

## Entdeckung und Publikation

### Die großen Rollen aus Höhle 1Q

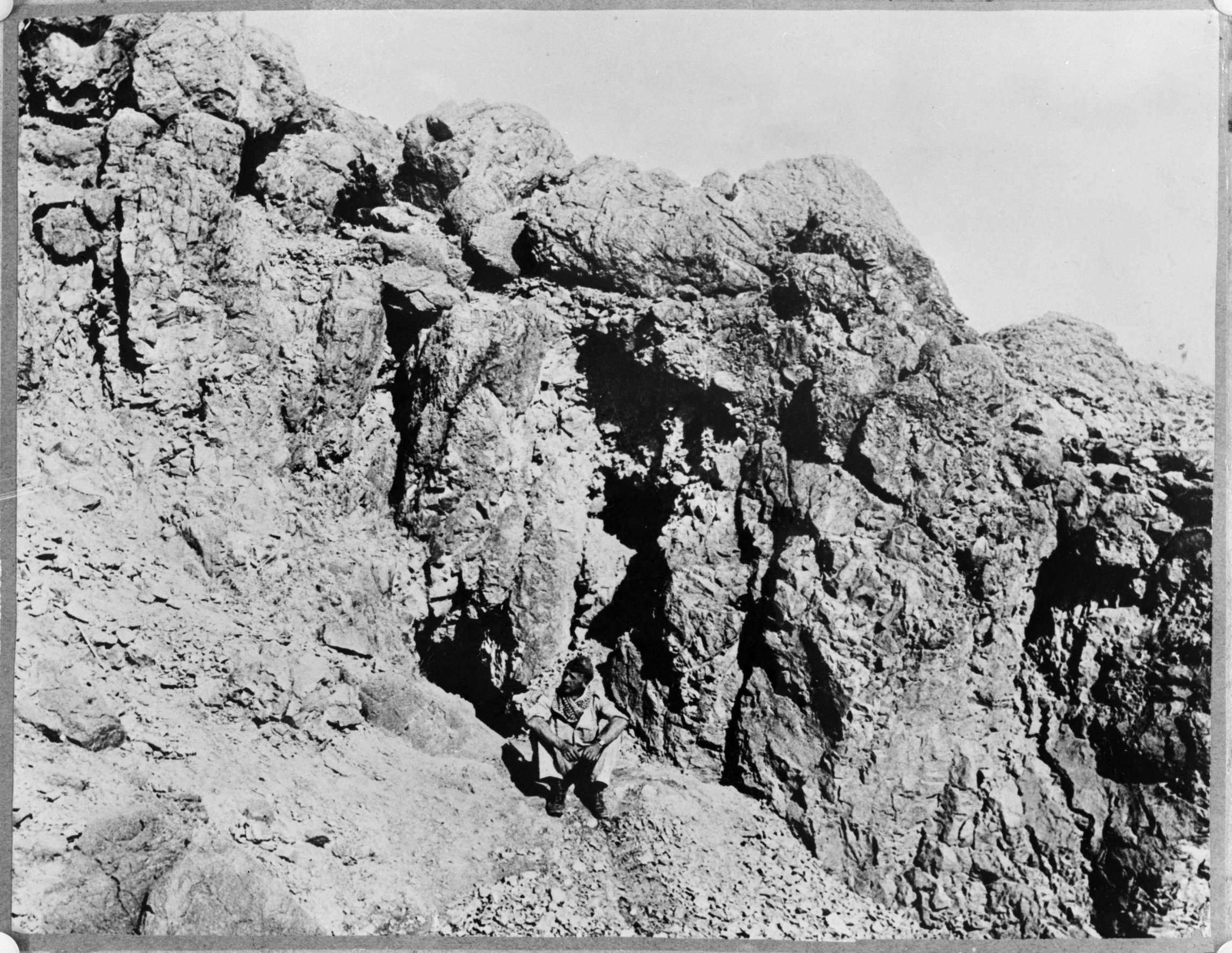
Eine Person sitzt unter dem Eingang zur Höhle 1Q (1948)

Am 9. August 1949 erschien in der Londoner Times eine von Gerald Lankester Harding, dem Direktor der jordanischen Altertümerbehörde, verfasste Auffindungsgeschichte: Auf der Suche nach einer Ziege fand ein junger Taʿâmireh-Beduine im Frühsommer 1947 den Eingang einer Höhle, warf einen Stein in die Tiefe und hörte Keramik zerbrechen. Er stieg mit seinem Freund in die Höhle ein. In Krügen fanden die beiden Beduinen acht Schriftrollen, teilten sie und verkauften sie Händlern in Bethlehem. 1955 nannte Harding die Namen der beiden Hirten: Mohammed edh Dhib und Ahmed Mohammed. Er erzählte die Geschichte jetzt anders, so waren es acht Krüge, die alle leer waren bis auf einen, in dem drei Rollen steckten. 1957 gab Mohammed edh Dhib seine eigene Version zu Protokoll, die sich mit Hardings Fassung von 1955 berührte (drei Rollen in einem versiegelten Krug mit Deckel), aber den Fund auf 1945 datierte: die Rollen hingen demnach über zwei Jahre in einem Lederbeutel in seinem Haus, bevor er sie einem Händler zeigte. In der Zwischenzeit fanden wohl weitere Besuche in der Höhle durch verschiedene Personen statt, so dass jene Rollen entnommen wurden, die 1947 in den Handel kamen. John Trever recherchierte den Zeitpunkt der Auffindung und vermutete November/Dezember 1946 oder Januar/Februar 1947.
Drei Rollen erwarb der Bethlehemer Antikenhändler Faidi Salahi von den Taʿâmireh, vier weitere der Händler Khalil Iskandar Schahin (Kando). Schahin verkaufte seine vier Rollen im Jerusalemer St. Markuskloster dem syrisch-orthodoxen Metropoliten Athanasius Yeshue Samuel. Der Metropolit zeigte sie im Sommer 1947 Fachleuten der École Biblique und der Jüdischen Nationalbibliothek, die sie allerdings nicht für echt hielten. Bei dieser Skepsis wirkte der Skandal um die Shapira-Fragmente in den 1880er Jahren noch nach.

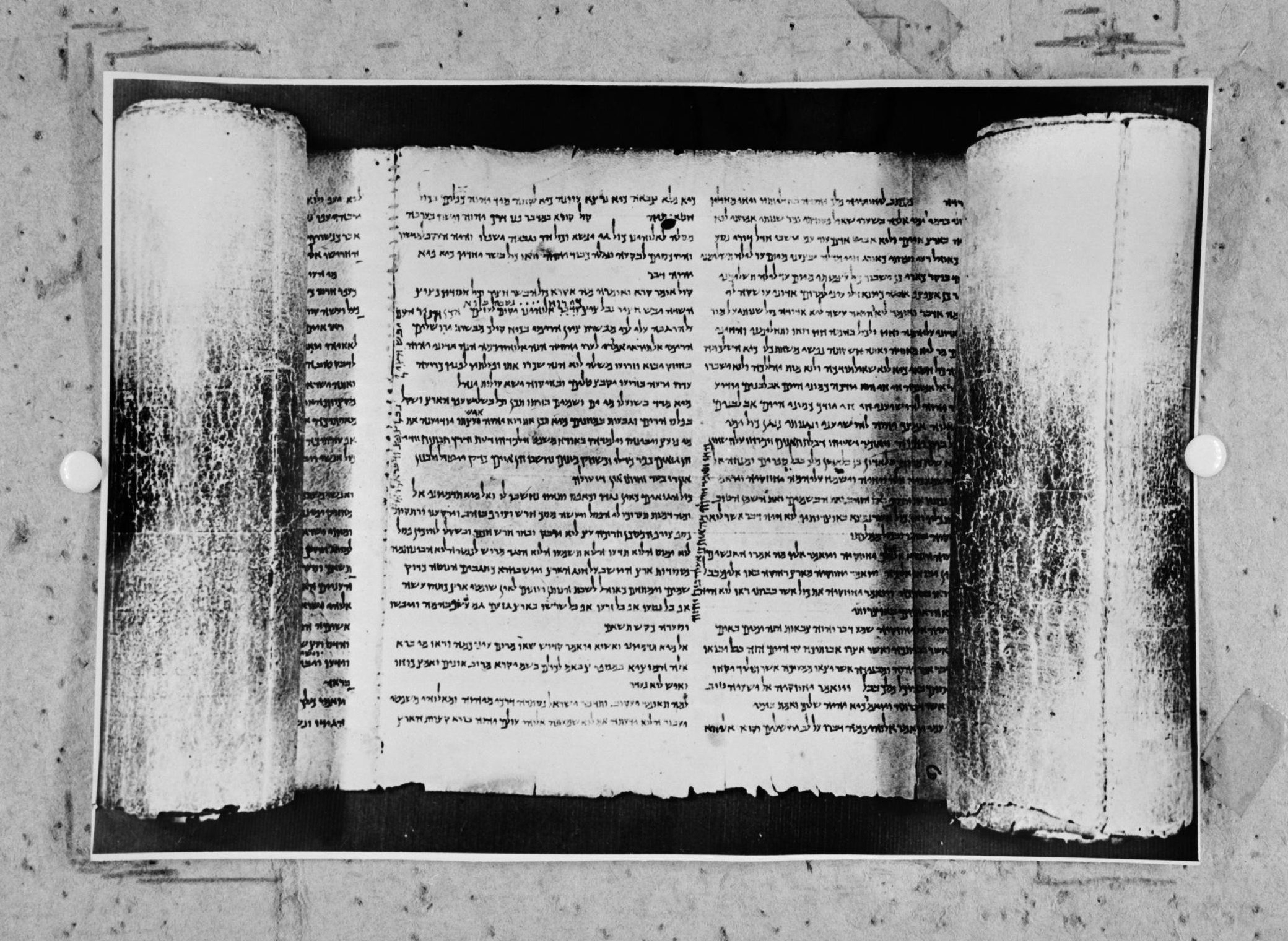
Trevers Foto der Großen Jesajarolle an der Pinnwand der Hebräischen Universität Jerusalem (1948)

Am 24. November 1947 zeigte ein Mittelsmann des Händlers Salahi dem Kurator der Altertümersammlung der Hebräischen Universität, Eliezer Sukenik, ein Fragment. Dieser hielt die Echtheit für möglich. Er erkannte die Ähnlichkeit mit den Inschriften auf antiken jüdischen Ossuaren im Jerusalemer Raum. Kurz vor dem Beginn des Ersten Arabisch-Israelischen Krieges kaufte Sukenik von Salahi zunächst die Kriegsrolle (1QM) und die Hymnenrolle (1QH) und im Dezember die Kleine Jesajarolle (1Isab) sowie zwei Schriftrollenkrüge. Im Januar/Februar 1948 kontaktierte Sukenik den Metropoliten Samuel, um dessen Rollen ebenfalls zu erwerben. Dieser ließ seine vier Rollen in der American School of Oriental Research in Jerusalem prüfen. Ein Postdoktorand, John Trever, erkannte die Ähnlichkeit mit dem Papyrus Nash, der ältesten damals bekannten hebräischen Handschrift. Er erhielt die Erlaubnis, die Rollen zu fotografieren. Anschließend deponierte der Metropolit sie in einem Bankschließfach in Beirut. Trevers Fotos haben wegen der seither eingetretenen Beschädigungen der Rollen besonderen Wert. Anhand der Fotos erklärte William Foxwell Albright die Rollen für echt. Am 25. April 1948 gab Millar Burrows im Namen der American School of Oriental Research gegenüber der New York Times bekannt, im Jerusalemer Markuskloster seien folgende antike hebräische Texte entdeckt worden: die Große Jesajarolle (1QJesa), der Habakuk-Pescher (1QpHab), die Gemeinderegel (1QS) und das später so benannte Genesis-Apokryphon (1QGenAp).

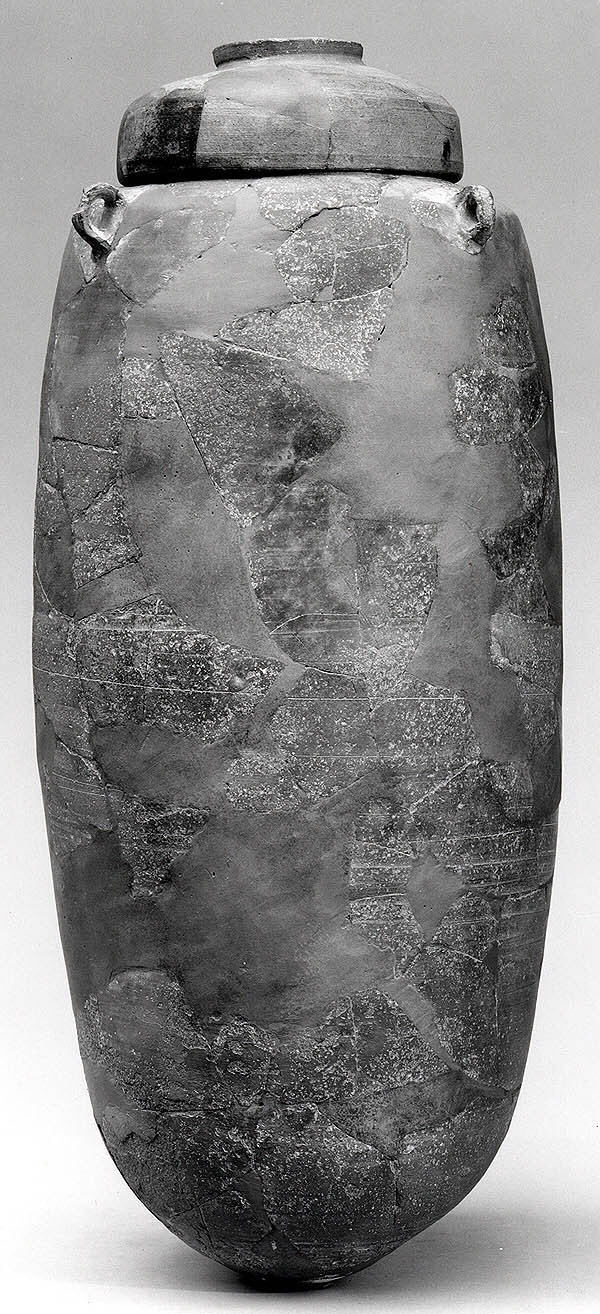
Schriftrollenkrug (Metropolitan Museum of Art). Die ägyptischen Parallelen zeigen, dass Schnüre durch die Ösen geführt und über den Deckel gespannt wurden

Nachdem Israel und Jordanien am 3. April 1949 ein Waffenstillstandsabkommen geschlossen hatten, befanden sich Khirbet Qumran und die Höhlen in der Umgebung, Bethlehem und die Jerusalemer Altstadt mit dem Markuskloster auf jordanischem Gebiet. Akkash al-Zebn, ein Offizier der Arabischen Legion, lokalisierte die später so benannte Höhle 1Q, aus der die im Handel aufgetauchten Schriftrollen stammten. Daraufhin führte die jordanische Altertümerbehörde gemeinsam mit der École biblique et archéologique française de Jérusalem und dem Palestine Archaeological Museum dort eine archäologische Untersuchung durch. Unter der Keramik waren Fragmente von charakteristischen zylindrischen Vorratskrügen mit weiter Öffnung, im Schnitt etwa 60 cm hoch mit einem Durchmesser von 25–28 cm. Die zugehörigen keramischen Deckel ähnelten umgedrehten Schüsseln.
Antike Textilien wurden gleichfalls gefunden. Der Ausgräber Roland de Vaux vermutete: Man hatte die Schriftrollen zunächst in Tücher eingeschlagen und dann in den Krügen deponiert. Aus dem ptolemäischen Ägypten (2. Jahrhundert v. Chr.) sind Textarchive in Krügen bekannt, die von Archäologen noch original verschlossen gefunden wurden. Dies stellt eine räumlich und zeitlich relativ nahe Parallele zur Deponierung in den Qumranhöhlen dar. Funde von Textfragmenten, die zu den bereits bekannten Rollen passten, bestätigten, dass die Schriftrollen aus Höhle 1Q stammten.
War die Echtheit der Rollen damit grundsätzlich bestätigt, so wurde deren Alter weiterhin kontrovers diskutiert:
- Solomon Zeitlin: Mittelalterliches Textdepot von Karäern, vergleichbar der Kairoer Geniza;
- Godfrey Driver: Textdepot von Zeloten während des Jüdischen Krieges;
- Jacob Teicher und Paul Kahle: Textdepot einer frühchristlichen Gruppe.

Im Herbst 1950 datierte Willard Libby mit der von ihm selbst kurz zuvor entwickelten Radiokarbonmethode ein vermutlich zum Einhüllen einer Schriftrolle verwendetes Leinentuch aus Höhle 1Q auf 1917 Radiocarbon-Jahre vor 1950, ±200 Jahre. Die Datierung ins Mittelalter war widerlegt.
Metropolit Samuel war 1949 über Beirut in die Vereinigten Staaten emigriert und hatte die von ihm erworbenen Rollen mitgenommen. Er zeigte sie dort mehrfach auf Ausstellungen, fand aber zunächst keinen Käufer. Denn einerseits publizierte Millar Burrows ab 1950 den Text dieser Rollen aufgrund der in der American School of Oriental Research entstandenen Fotos unter dem Titel Dead Sea Scrolls of St. Mark’s Monastery. Damit waren sie der Fachwelt bekannt. Andererseits war die Rechtslage unklar, was potentielle Käufer abschreckte. Nachdem Metropolit Samuel sie am 1. Juni 1954 im Wall Street Journal inseriert hatte, erwarb eine Bank im Auftrag von Yigael Yadin die Rollen in New York zum Preis von 250.000 Dollar für den Staat Israel (Juli 1954). Sie werden seitdem in Jerusalem aufbewahrt. Postum erschien 1954 in Israel auf Hebräisch Sukeniks Edition der von ihm gekauften Rollen. 1955 erschien ihre englische Ausgabe: The Dead Sea Scrolls of the Hebrew University.

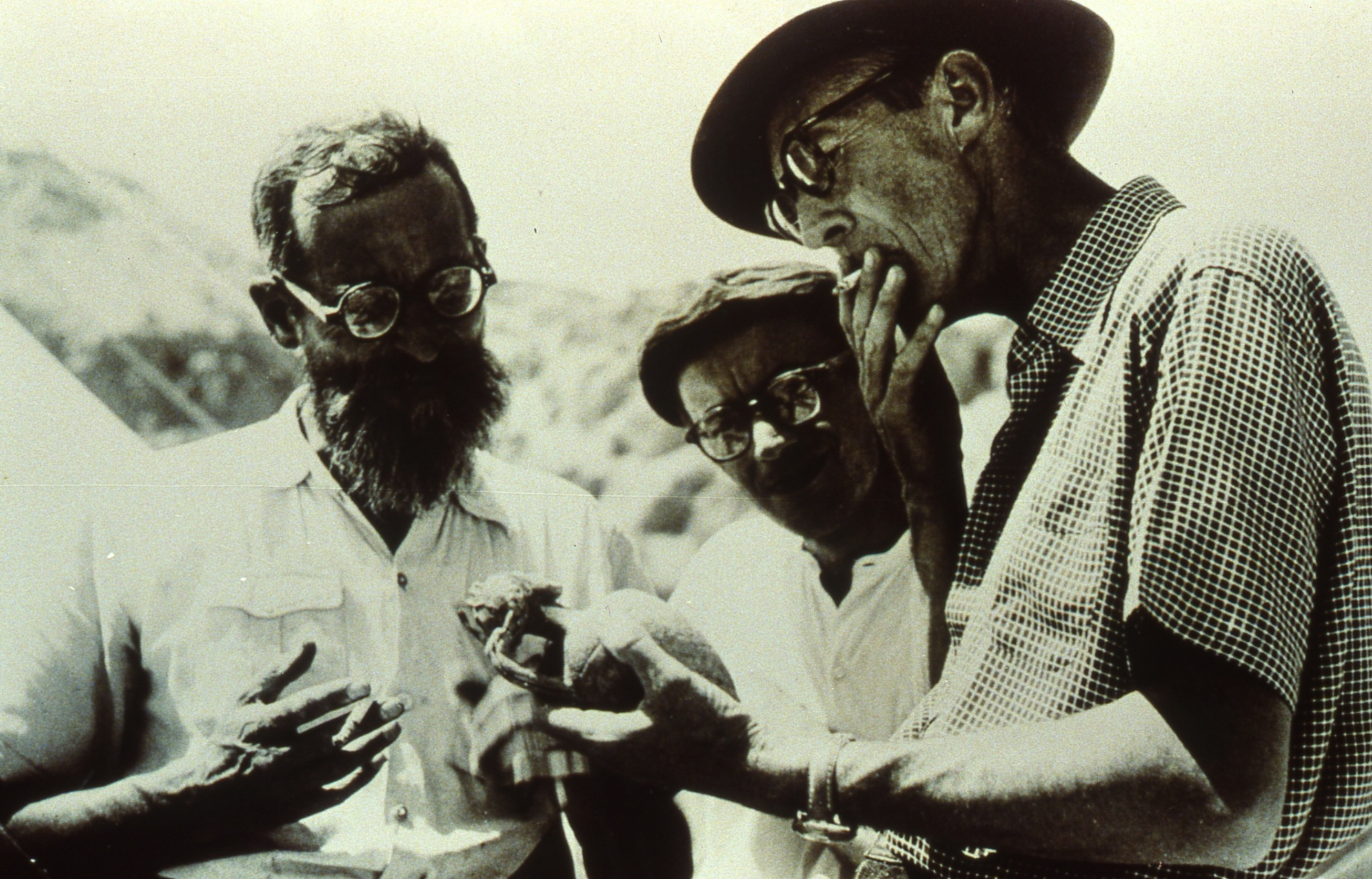
Bei der Ausgrabung von Qumran, von links nach rechts: Roland de Vaux, Józef T. Milik, Gerald Lankester Harding (1952).

Roland de Vaux, Direktor der École Biblique und gemeinsam mit Gerald Lankester Harding Leiter der jordanischen Ausgrabungen am Toten Meer, vereinbarte 1952 mit den Beduinen eine gemeinsame Untersuchung von Höhlen in der Umgebung von Khirbet Qumran. Die Beduinen führten das Team zunächst in das Wadi Murabbaʿat. Während de Vaux’ Team hier seine Arbeit aufnahm, entdeckten Beduinen die nächste Schriftrollenhöhle bei Qumran (2Q). Die Archäologen unternahmen daraufhin eine zweiwöchige Suchaktion in der Nachbarschaft von 1Q. Dabei entdeckten sie Höhle 3Q. Außer Keramikscherben und einigen kleinen Textfragmenten bargen sie die Kupferrolle von Qumran.

### DieScrollery(1952–1960)

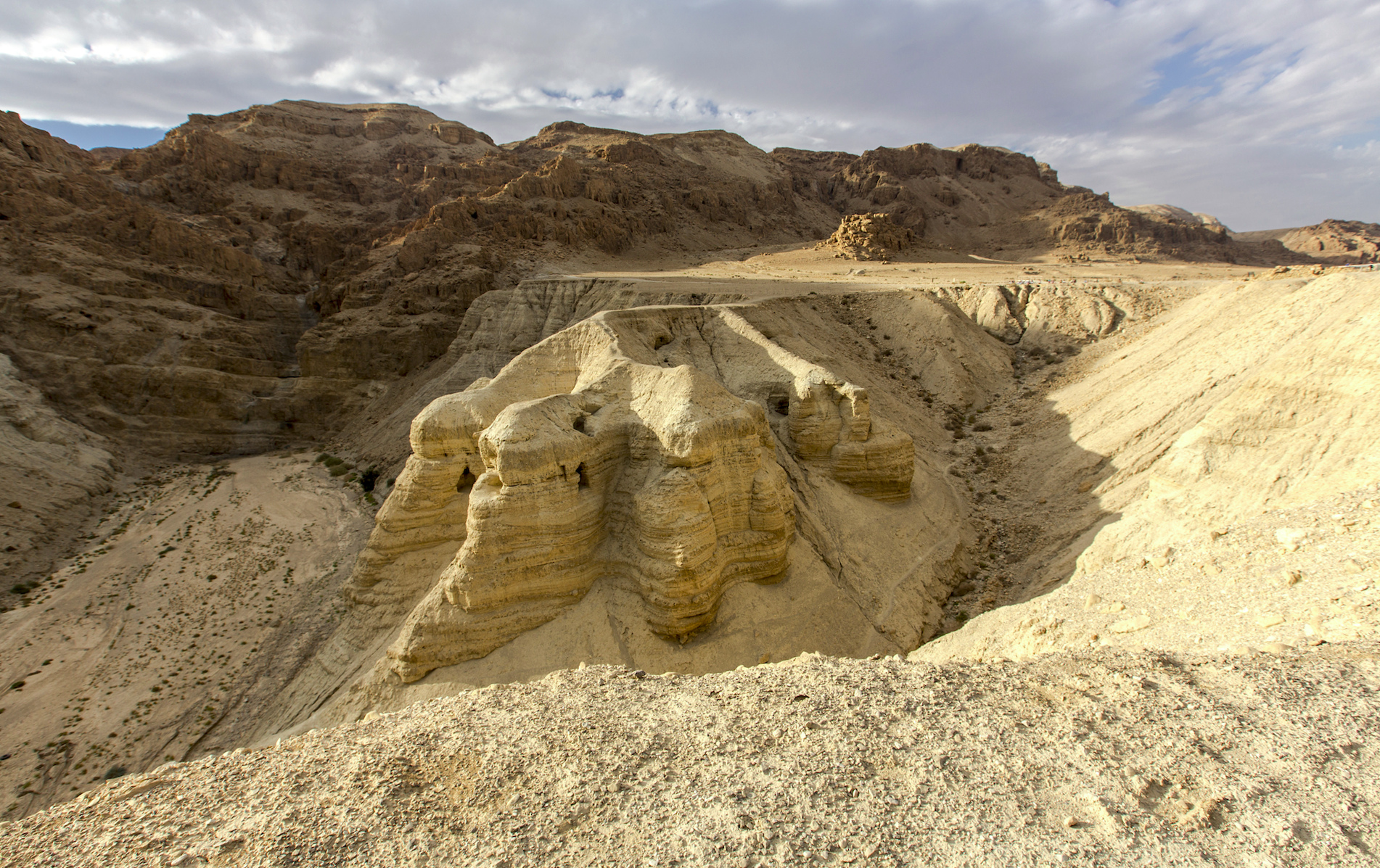
Höhlen 4a und 4b (zusammen als 4Q bezeichnet) links und 5 rechts, von Khirbet Qumran aus gesehen

Im September 1952 entdeckten Beduinen Höhle 4Q, eine künstlich angelegte Doppelhöhle. Die Masse der dort gefundenen Fragmente, über 15.000, machte ein verändertes Vorgehen erforderlich. Internationale Geldgeber wurden gesucht, um die Fragmente anzukaufen, auch brauchte man mehr Mitarbeiter für die Edition des Materials. Die Institutionen, die sich finanziell beteiligten, konnten Wissenschaftler in das Editorenteam nach Jerusalem entsenden: die McGill University in Montreal, die University of Oxford, die University of Manchester, die Ruprecht-Karls-Universität Heidelberg, das presbyterianische McCormick Theological Seminary aus Chicago, die Vatikanische Apostolische Bibliothek und die unitarische All Souls Church in New York City. Das internationale Editorenteam, die sogenannte Scrollery, bestand aus Mitgliedern der École biblique, ergänzt um weitere Fachleute: Roland de Vaux als Haupteditor, Józef T. Milik, Pierre Benoit, Maurice Baillet, Frank M. Cross, Patrick W. Skehan, John Strugnell, John Marco Allegro, Jean Starcky und (kurzzeitig) Claus-Hunno Hunzinger. John D. Rockefeller, Jr. förderte die Arbeit mit einem Mäzenat.
Kurz nach 4Q wurden die Höhlen 5Q und 6Q entdeckt. Im Frühjahr 1955 kamen die Höhlen 7Q bis 10Q hinzu. Bemerkenswert ist 7Q, weil diese Höhle nur griechische Texte enthielt. Im Februar 1956 entdeckten Beduinen die letzte Schriftrollenhöhle 11Q. Sie war in der Antike mit einem Stein verschlossen worden und enthielt deshalb relativ wohlerhaltene Rollen, darunter zwei Exemplare der Tempelrolle.
Die 1952 gefundene Kupferrolle war oxidiert und ließ sich nicht öffnen. Allegro setzte sich dafür ein, dass die beiden Teile der Rolle im College of Technology in Manchester 1955/56 mit einem Spezialgerät in Streifen zersägt wurden. Er transkribierte und übersetzte den Text, ein Verzeichnis von Schatzverstecken. Allegro gab damals einem Regionalsender der BBC ein Interview, in dem er vermutete, der Lehrer der Gerechtigkeit, eine charismatische Gründergestalt der Qumran-Essener, sei ebenso wie später Jesus von Nazareth gekreuzigt worden. De Vaux, Milik, Skehan, Starcky und Strugnell distanzierten sich in einem Leserbrief an die Times von Allegros Hypothese. Als Allegro nach Jerusalem zurückkehrte, war er isoliert. Bei der offiziellen Presseerklärung wurden die Schätze der Kupferrolle als irreal dargestellt und Allegros Beitrag übergangen. De Vaux übertrug Milik die Edition der Kupferrolle. 1959 erschien Miliks Vorübersetzung in der Revue Biblique, wieder mit dem Kommentar, die Schätze seien Legenden. Allegro veröffentlichte 1960 ein populäres Buch, The Treasure of the Copper Scroll. Er gründete einen Fonds und unternahm 1959, 1962 und 1963 Expeditionen zu den im Text bezeichneten Orten, ohne aber dort Schätze zu finden.
Während der Sueskrise 1956/57 lagerten die Schriftrollen-Fragmente in einem Banksafe in Amman und erlitten dabei erhebliche Beschädigungen. Die Mitarbeiter der Scrollery begannen mit der Erstellung einer Konkordanz für den internen Gebrauch, um die Arbeit an den nichtbiblischen Texten zu vereinfachen. Diese Kartei war 1960 fertiggestellt. In jenem Jahr beendete Rockefeller seine finanzielle Unterstützung, und Jordanien förderte die Edition der Qumrantexte nicht in gleicher Höhe.

### Stagnation der DJD-Veröffentlichungen (1960–1990)

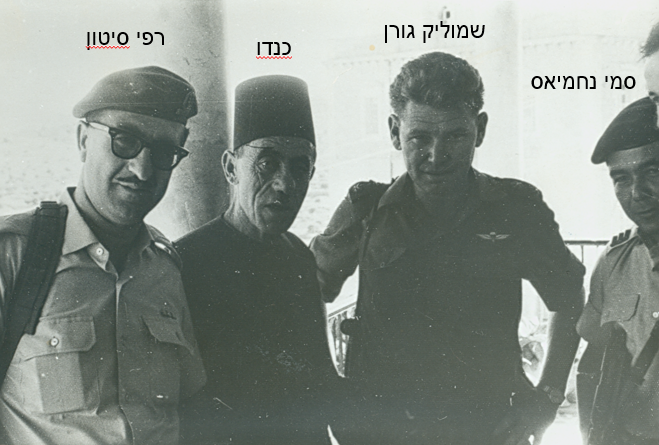
Israelisches Militär konfisziert die Tempelrolle. Von links nach rechts: Rafi Sitton, Khalil Iskandar Schahin, Shmulik Goren, Sami Nachmias (Bethlehem 1967)

Bis 1970 erschienen vier Editionsbände in der Reihe DJD, von 1970 bis einschließlich 1990 nur noch drei. Das hatte nach Einschätzung von Daniel Stökl Ben Ezra persönliche Gründe. Einige Scrollery-Mitglieder hatten ein zu großes Pensum übernommen (Milik zum Beispiel über 200 Manuskripte); Milik und Strugnell waren alkoholkrank.
Im Sechstagekrieg konfiszierte ein israelisches Kommando im Auftrag Yigael Yadins 1967 in Bethlehem die Tempelrolle, die der Antikenhändler Khalil Iskandar Schahin in seinem Haus versteckt hatte. Schahin wurde später mit 108.000 Dollar abgefunden. Yadin veröffentlichte die Tempelrolle 1977 in einer neuhebräischen Edition und leitete damit eine neue Forschungsperiode ein; die Schriftrollen vom Toten Meer wurden zunehmend ein Thema der Judaistik. Die Bedeutung der Schriftrollen für die Entwicklung der Halacha und der synagogalen Liturgie kamen nun stärker in den Blick.
Die Mitglieder der Scrollery gaben in den 1970er Jahren „ihre“ Texte an Doktoranden weiter. Die Fachdiskussion litt unter dem ungleichen Zugang der Wissenschaftler zu den Quellen. Am 9. November 1990 veröffentlichte Haaretz ein Interview mit antisemitischen Äußerungen Strugnells. Das war unerwartet, weil unter den Scrollery-Mitarbeitern gerade Strugnell mit israelischen Fachleuten kooperierte. Der Skandal hatte zur Folge, dass Strugnell als Herausgeber von DJD durch Emanuel Tov abgelöst wurde. Dieser erweiterte das Herausgeberteam und beschleunigte so die Publikation der noch fehlenden Texte.

### Freigabe aller Texte (ab 1991)
Im September 1991 erschien der erste Band einer Textrekonstruktion der unveröffentlichten Qumranfragmente im Druck: A preliminary edition of the unpublished Dead Sea scrolls, herausgegeben von Ben Zion Wacholder und Martin Abegg (Hebrew Union College). Die Grundlage war die für den internen Gebrauch der Scrollery geschaffene Konkordanz, deren Kopie Wacholder von Strugnell erhalten hatte. Abegg hatte ein Computerprogramm geschrieben, das aus den Textschnipseln der Konkordanz die Texte zusammensetzte.
Am 22. September 1991 gab William A. Moffett, Direktor der Huntington Library im kalifornischen San Marino, bekannt, dass seine Bibliothek Fotografien aller unveröffentlichten Textfragmente besitze und sie der Öffentlichkeit uneingeschränkt zugänglich machen werde. Diese Fotografien waren angefertigt worden, damit der Text im Fall ihrer Zerstörung durch Krieg oder Naturkatastrophe als Kulturgut erhalten bliebe. Elizabeth Hay Bechtel hatte die Aktion finanziert und besaß selbst das Master-Set der Negative, welches nach ihrem Tod 1987 Eigentum der Huntington Library wurde. Andere Sets der Fotos waren an Institutionen gegangen, die sich allerdings verpflichtet hatten, sie nicht zu veröffentlichen.
Die Israel Antiquities Authority ist seit 1991 mit der Konservierung der Buchrollen und Fragmente befasst und kündigte 2007 anlässlich des 60-jährigen Jubiläums der Entdeckung von Höhle 1Q an, Digitalisate der Fragmente in hoher Auflösung zu erstellen und im Internet zu veröffentlichen. Die Leon Levy Dead Sea Scrolls Digital Library Website wurde im Dezember 2012 erstmals von Google hochgeladen; ein Update im Februar 2014 bot 10.000 neue Multispektralfotografien sowie Bildbeschreibungen und eine verbesserte Suchfunktion. Die Datenbank wird fortlaufend ergänzt.
Im Februar 2017 wurde bekannt, dass Oren Gutfeld (Hebräische Universität Jerusalem) und Randall Price (Liberty University, Virginia) in einer Höhle bei Qumran typische Keramik, Textilien, Lederriemen und Reste einer Rolle unbeschriebenen Pergaments gefunden hatten. Werkzeug aus den 1950er Jahren deutete darauf hin, dass Beduinen die Höhle untersucht und möglicherweise Textfragmente entnommen hatten. Lawrence Schiffman zufolge ist der unbeschriebene Pergamentrest der wichtigste Fund. Er zeige, dass es möglich sei, antikes Pergament zu beschaffen, das modern beschrieben und dann als vermeintlicher Qumran-Text in den Handel gebracht werden kann.

### Fragmente aus Privatbesitz
Seit 2002 wurden in den Fachzeitschriften Revue de Qumran, Dead Sea Discoveries und Meghillot mehrere Qumran-Fragmente aus Privatbesitz publiziert. Die Herkunftsangaben waren vage, führten aber mehrfach zur Familie des Bethlehemer Antikenhändlers Khalil Iskandar Schahin. Emanuel Tov machte 2016 darauf aufmerksam, dass sowohl in der Schøyen Collection als auch dem Museum of the Bible, der Sammlung der Azusa Pacific University und des Southwestern Baptist Theological Seminary der Anteil an Bibeltexten unter den Fragmenten deutlich höher als im Qumran-Textkorpus ist. Ebenso ungewöhnlich sei, dass praktisch jedes aus Privatbesitz veröffentlichte Fragment sich einem bereits bekannten Werk zuordnen lasse. Neun Fragmente der Schøyen Collection wurden mit verschiedenen Methoden untersucht, bei zweien die Fälschung nachgewiesen; alle neun seien höchstwahrscheinlich von modernen Schreibern auf antikem Pergament bzw. Papyrus geschrieben. Das im November 2017 eröffnete Museum of the Bible in Washington, D.C. stellte 16 Fragmente von angeblichen Qumranrollen aus. Im Oktober 2018 entfernte es fünf seiner ab 2002 erworbenen Fragmente, nachdem die deutsche Bundesanstalt für Materialforschung und -prüfung sie als moderne Fälschungen identifiziert hatte. Im März 2020 wurde bekannt, dass sämtliche 16 angeblichen Qumran-Fragmente dieses Museums Fälschungen sind.

## Das Handschriftenkorpus
Die Zahl der ehemals vorhandenen Schriftrollen wird auf etwa 900, von anderen auf 1000 oder mehr geschätzt.

### Datierung, Schriften und Sprachen
Für die Schriftrollen vom Toten Meer wurde mit der Radiokarbonmethode ein Entstehungszeitraum zwischen dem 4. Jahrhundert v. Chr. und dem 2. Jahrhundert n. Chr. ermittelt. Die Methode ist allerdings destruktiv (das entnommene Probenmaterial wird vernichtet) und fehleranfällig. Zum Beispiel verwendeten die Editoren in den Anfangsjahren Rizinusöl, um eingedunkelte Fragmente besser lesbar zu machen. Ein so behandeltes Fragment würde bei einer Radiokarbondatierung jünger erscheinen als es ist.
Die Beschleuniger-Massenspektrometrie (AMS) wurde 1990 (ETH Zürich) und 1994/95 (University of Arizona, Tucson) zur Altersbestimmung von Qumran-Schriftrollen eingesetzt. Dafür sind nur kleine Proben notwendig, die von den unbeschriebenen Rändern des Dokuments genommen werden. Hier eine Auswahl der Messergebnisse:
| Labor  | Schriftrolle                 | Kalibriertes Alter (1-Sigma, Verlässlichkeit 68 %) | Kalibriertes Alter (2-Sigma, Verlässlichkeit 95 %) |
| ------ | ---------------------------- | -------------------------------------------------- | -------------------------------------------------- |
| Tucson | Große Jesajarolle (1QIsaa)   | 341–325 v. Chr. oder 202–114 v. Chr.               | 351–295 v. Chr. oder 230–53 v. Chr.                |
| Zürich | Große Jesajarolle (1QIsaa)   | 201–93 v. Chr.                                     | 351–296 oder 230–48 v. Chr.                        |
| Tucson | Gemeinderegel (1QS)          | 164–144 v. Chr. oder 116 v. Chr. – 50 n. Chr.      | 344–323 v. Chr. oder 203 v. Chr. – 122 n. Chr.     |
| Tucson | Habakuk-Pescher (1QpHab)     | 88–2 v. Chr.                                       | 160–148 v. Chr. oder 111 v. Chr. – 2 n. Chr.       |
| Zürich | Tempelrolle (11Q19)          | 53 v. Chr. – 21 n. Chr.                            | 166 v. Chr. – 66 n. Chr.                           |
| Zürich | Genesis-Apokryphon (1QGenAp) | 47 v. Chr. – 48 n. Chr.                            | 89 v. Chr. – 69 n. Chr.                            |
| Zürich | Hymnenrolle (1QHa)           | 37 v. Chr. – 68 n. Chr.                            | 47 v. Chr. – 118 n. Chr.                           |

Da die hebräische Schrift in der Antike eine Entwicklung durchlaufen hat, kann man das Alter einer Handschrift auch aufgrund der Buchstabenformen paläografisch abschätzen. Dadurch ergibt sich ein Zeitfenster vom 3. Jahrhundert v. Chr. bis ins 1. Jahrhundert n. Chr. Das bis heute benutzte Modell entwickelte Frank M. Cross in den 1950er Jahren:
- chronologische Hauptphasen: archaisch (um 250–150 v. Chr.); hasmonäisch (150–30 v. Chr.), herodianisch (30 v. Chr.–70 n. Chr.) und postherodianisch (ab 70 n. Chr.);
- Schriftgattungen: kursiv, semikursiv, semiformell und formell.

Als Faustregel lässt sich formulieren, dass die Buchstaben in den älteren Handschriften ungleich groß sind und sich, je jünger die Manuskripte sind, immer mehr angleichen. Die Entwicklung geht in Richtung auf die Quadratschrift, die so heißt, weil viele Buchstaben sich in ein Quadrat einzeichnen lassen. Der Schreiber „hängte“ die Buchstaben an die horizontale Linie, die er zuvor eingeritzt hatte. Bei den jüngeren Manuskripten scheinen die meisten Buchstaben zusätzlich auf einer zweiten Linie zu „sitzen“.
Kursivschrift ist typisch für nicht-literarische Alltagstexte, die aber unter den Qumranschriften sehr selten sind. Infolgedessen überwiegt die formelle und semiformelle Buchschrift. Dass literarische Texte gelegentlich in (semi)kursiver Schrift erhalten sind, kennzeichnet diese Manuskripte wahrscheinlich als Privatkopien.

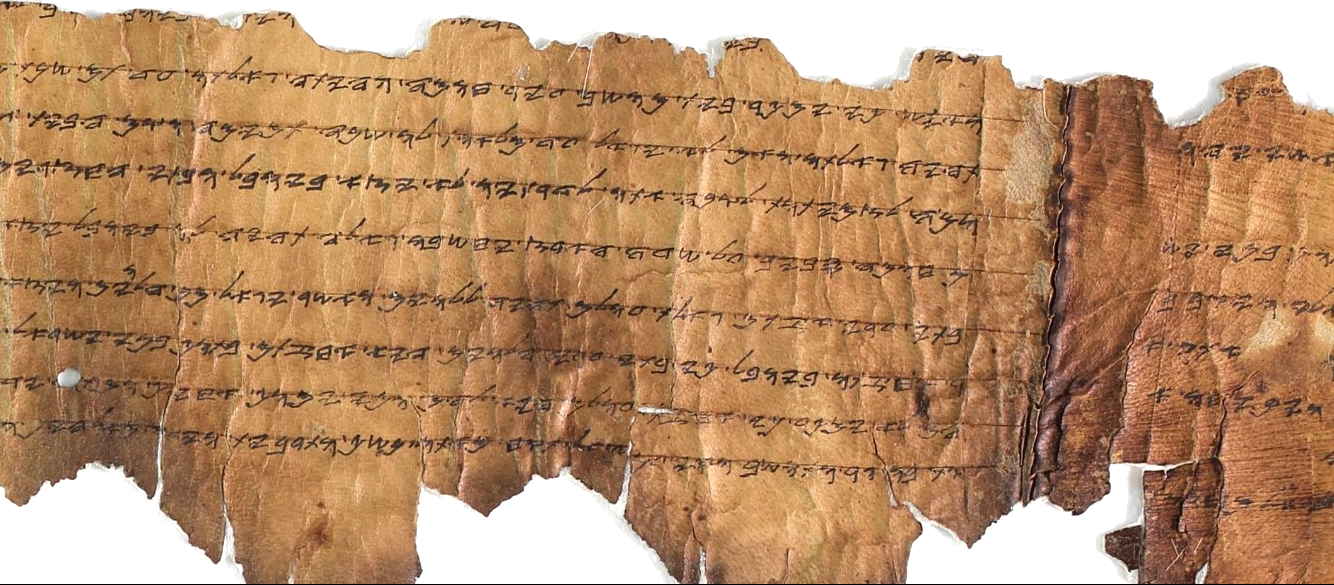
Levitikusrolle in althebräischer Schrift (11QpaleoLev^{a}, Schrein des Buches im Israel-Museum, Jerusalem)

Die paläohebräische Schrift ist eine ältere Form der hebräischen Schrift, die zur Zeit, als die Qumranrollen geschrieben wurde, schon weitgehend außer Gebrauch geraten war. Einige Qumranhandschriften verwenden sie. Der erste Eindruck, dass man es bei Texten in dieser Schrift mit besonders alten Manuskripten zu tun hat, trügt. 11QpaleoLeva (Foto) beispielsweise ist nach Frank M. Cross ins frühe 1. Jahrhundert n. Chr. zu datieren und also vergleichsweise jung. Man verwendete die altertümliche Schrift als Zeichen der Ehrfurcht gegenüber dem Text. Es ist eine sogenannte Reverentialschrift. Meist wurde sie für Bücher der Tora verwendet, außerdem für ein Exemplar des Buchs Ijob (4Q101). Es gibt auch Manuskripte in hebräischer Buchschrift, in denen der Gottesname JHWH in paläohebräischer Schrift eingetragen wurde.
Außerdem kommen weitere Schriften im Textkorpus vor, allerdings selten: drei hebräische Geheimschriften (Cryptic A, B und C), Griechisch und Nabatäisch.
Die weitaus meisten gefundenen Texte sind auf Hebräisch verfasst. Dabei spiegeln Orthographie, Morphologie und Syntax verschiedene Sprachstufen wider, von denen man eine besonders typische als Qumran-Hebräisch einordnet. Nach Emanuel Tov sind von den insgesamt über 900 Texten etwa 150 Texte in Aramäisch verfasst, 17 von diesen in nabatäischer Schrift. 27 Texte sind in Griechisch notiert. Wie schwach die griechische Sprache in Qumran vertreten ist, fällt im Vergleich mit anderen Fundorten der Region auf: 3 Prozent in Qumran, aber zum Beispiel 45 Prozent im Wadi Murabbaʿat, 23 Prozent in Masada.

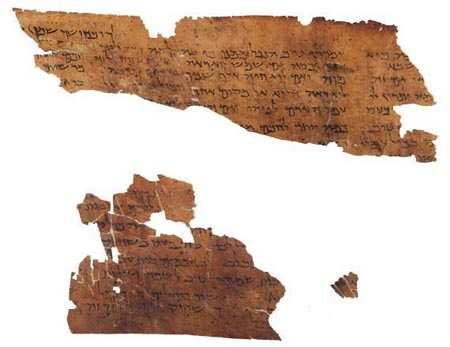
4Q109

Ein Team um Mladen Popović überprüfte im Jahr 2025 die Datierung von 135 Manuskriptfragmenten mit Hilfe der KI Enoch, die auf paläographische Datierung von Handschriften auf der Grundlage bereits radiokarbondatierter Manuskripte trainiert worden war. Demnach waren diese Manuskripte oft älter als aufgrund der klassischen paläographischen Datierung (nach Cross) anzunehmen war. Die herodianische Schrift entwickelte sich früher als Cross annahm und wurde gleichzeitig mit der hasmonäischen Schrift verwendet. 4Q109, ein fragmentarisches Manuskript des Buchs Kohelet, wurde von Enoch ins 3. Jahrhundert v. Chr. datiert und rückt damit nahe an die vermutete Abfassungszeit dieser biblischen Schrift heran.

### Zitierweise
Die Handschriften vom Toten Meer werden nach zwei verschiedenen Systemen zitiert. Eine Möglichkeit ist die Benennung nach inhaltlichen Kriterien. Sie setzt sich aus maximal fünf Komponenten zusammen:
1. Herkunftsort: Die elf Höhlen in der Umgebung von Qumran wurden nach der Reihenfolge ihrer Entdeckung als 1Q bis 11Q bezeichnet, im Gegensatz zum Beispiel zu Mas „Masada“ oder Mur „Wadi Murabbaʿat“, weiteren Fundorten antiker Texte in der Region.
2. Material: meist Pergament/Leder, was nicht angegeben wird; pap „Papyrus“, ostr „Ostrakon“.
3. Titel der Schrift (abgekürzt). paleo bezeichnet die Verwendung der althebräischen Schrift, 11QpaleoLev ist demnach eine Rolle des biblischen Buchs Levitikus in althebräischer Schrift aus Höhle 11.
4. Falls von einem Werk mehrere Exemplare in der gleichen Höhle gefunden wurden, werden sie durch hochgestellte kleine Buchstaben unterschieden. 4QSama ist die erste, 4QSamb die zweite Handschrift des Buches Samuel aus Höhle 4.
5. Sprache: meist hebräisch (nicht angegeben), ar „aramäisch“, gr „griechisch“.

Alternativ dazu kann man eine Handschrift auch mit Angabe der Höhle und der Zahl bezeichnen, die der Text bei seiner Publikation in der Serie Discoveries in the Judaean Desert (DJD) zugewiesen bekam. Die zuerst publizierten Texte aus Höhle 1Q erhielten seinerzeit noch keine solche Inventarnummer. Außerhalb der auf Qumran spezialisierten Fachliteratur werden beide Zitationsweisen auch kombiniert, etwa so: 4Q70(Jera) ist die erste Rolle des Buchs Jeremia aus Höhle 4Q mit der Inventarnummer 4Q70.

### Herstellung einer Schriftrolle

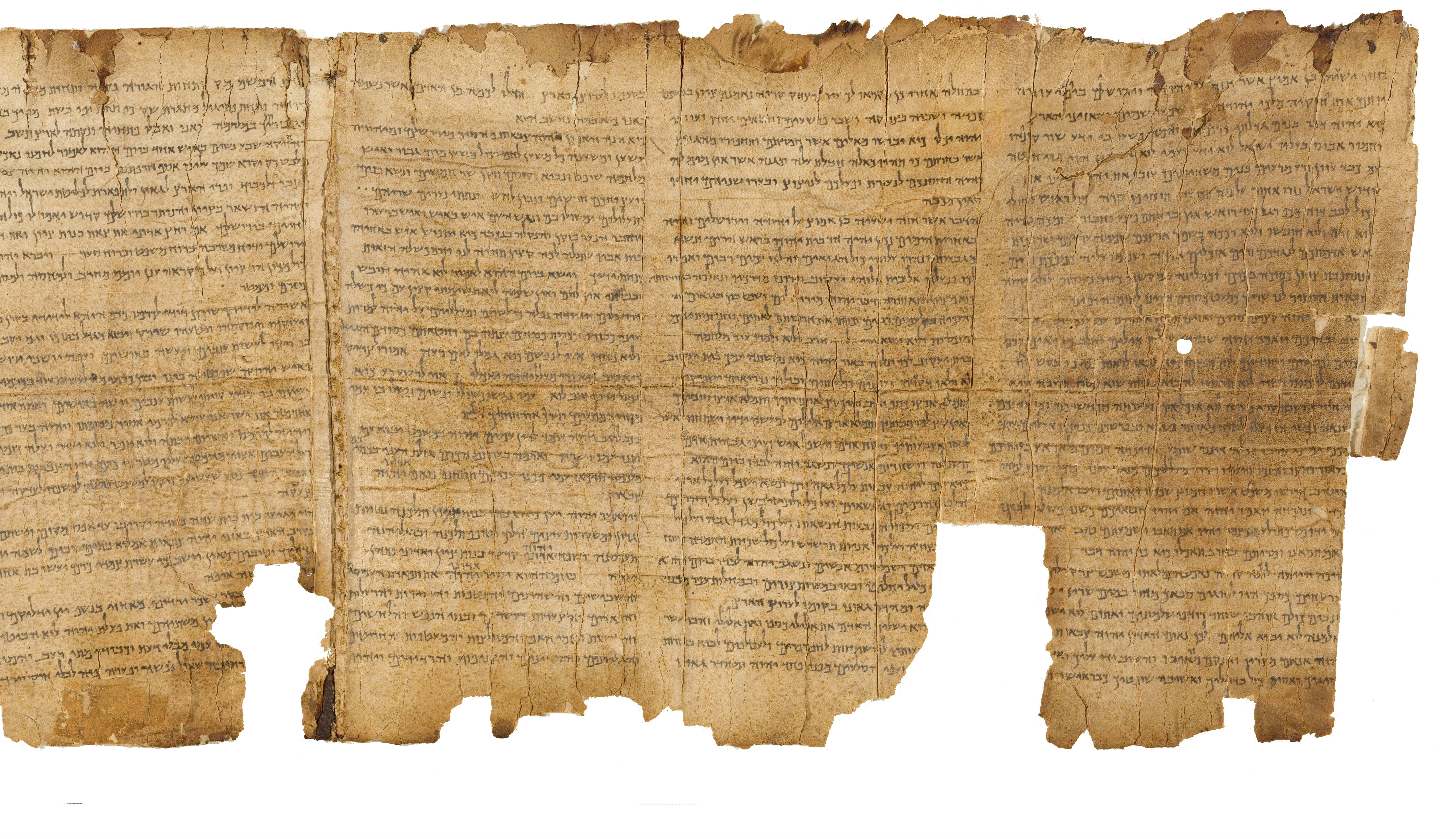
Kolumnen I bis IV der Großen Jesajarolle; der Text beginnt rechts oben (Schrein des Buches)

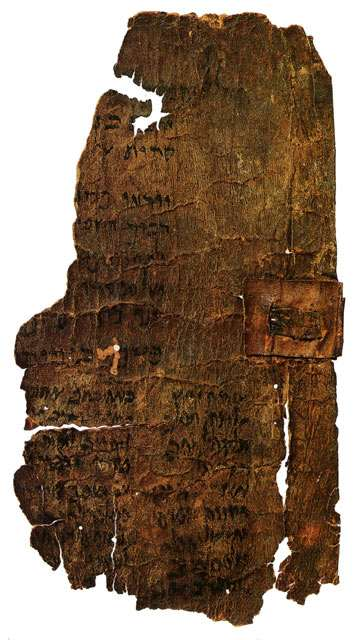
Bei 4Q448 ist der Anfang einer Rolle mit angenähtem Verschluss erhalten, durch den der Lederriemen geführt wurde

Das Beschreibmaterial der Schriftrollen vom Toten Meer sind größtenteils Tierhäute, meist von Schafen oder Ziegen. Sie werden in der Literatur mal als Pergament-, mal als Lederrollen bezeichnet: Antikes Pergament entstand, indem die Tierhaut extrem gespannt wurde. Das Beschreibmaterial der Qumranrollen wurde außerdem oberflächlich mit Gerbstoff behandelt. Beschrieben wurde meist die hellere Haarseite. Etwa 12 Prozent der Texte wurden auf Papyrus geschrieben. Die auch hinsichtlich des Inhalts singuläre Kupferrolle besteht aus Kupferblech. Neben der Rolle, der Standardform des antiken Buches, gibt es im Korpus der Qumranschriften einige Einzelblätter. Der Kodex kommt nicht vor.
Anhand der hervorragend erhaltenen Großen Jesajarolle lässt sich zeigen, wie antike Schreiber vorgingen. Die 66 Kapitel des biblischen Jesajabuchs waren eine erhebliche Textmenge, weshalb ein großes Format gewählt wurde. Auf diese Weise wurde die Buchrolle nicht so dick, dass ihre Handhabung schwierig war. Die 22–25 cm hohe Große Jesajarolle ist in voller Länge (734 cm) erhalten. Höhe und Länge der Buchrolle stehen also in einem harmonischen Verhältnis. Dies zu wissen, erlaubt bei den fragmentarischen Schriftrollen, deren Höhe bekannt ist, Rückschlüsse auf den ursprünglichen Umfang. Die Materialität der Buchrollen von Qumran ist auch interessant für Hypothesen über die Entstehung biblischer Schriften. Ausgehend von der Großen Jesajarolle, kann man beispielsweise abschätzen, dass eine Buchrolle gleicher Höhe und Schreibweise mit dem gesamten Text der Tora (Pentateuch) 33,2 m lang gewesen wäre, ein Hexateuch hätte sogar 37,5 m erfordert. Buchrollen mit solchen Abmessungen wären sehr unhandlich.
Der Schreiber markierte die Textspalten (Kolumnen) und die Zwischenräume. Diese vertikalen Linien wurden, ebenso wie die Zeilen, mit einem scharfen Instrument ins Pergament geritzt. Am oberen und unteren Rand der Rolle ließ der Schreiber einen Rand (Marge) frei, damit Beschädigungen nicht gleich zu Textverlusten führten. Am Anfang und am Ende der Rolle ließ man einen unbeschriebenen Streifen (Protokoll und Eschatokoll). Nach dem Ende der Schreibarbeit nähte man die Bögen zusammen. Eine solche Naht gibt es beispielsweise zwischen Kolumne III und IV der großen Jesajarolle (Foto). Schriftrollen konnten mit einem Lederriemen zusammengebunden werden. Aus Höhle 4Q stammt ein Fragment eines Rollenanfangs, an dem ein Verschluss angenäht war (4Q448, Foto).
Das Handwerkszeug des Schreibers war das Schreibrohr und die Rußtinte (keine Eisengallustinte), die ähnlich wie heutige chinesische Tusche als fester Block aufbewahrt wurde. Die jeweils benötigte Menge wurde abgebrochen, pulverisiert und im Tintenfass mit Wasser vermischt. Nach dem Schreiben verdunstete das Wasser, und der Ruß haftete dank dem Bindemittel auf der Pergamentoberfläche. Für die Tinte der Hymnenrolle wurde durch Röntgenfluoreszenzanalyse nachgewiesen, dass Wasser des Toten Meeres mit seinem charakteristischen Verhältnis von Chlor zu Brom verwendet wurde. Die Tinte des Genesis-Apokryphons wurde dagegen nicht mit Wasser des Toten Meeres angemischt.
Die Schreiber der Qumranrollen bleiben generell anonym, da ein Kolophon nicht erhalten ist bzw. nicht üblich war. Einige Texte aus dem Korpus der Qumranrollen gelten als Schreibübungen und deuten auf einen Schulbetrieb hin. Mehr ist über die Schreiberausbildung allerdings nicht bekannt, auch nicht, wo sich Schulen befanden. Ob einige oder viele Qumranrollen in der benachbarten Siedlung Khirbet Qumran geschrieben wurden, ist Gegenstand der Diskussion. Jachadische Schriften zeigen kein besonderes Interesse an der Herstellung von Büchern.
Zwei Schreiber waren an der Großen Jesajarolle beteiligt. Beider Arbeit ist vergleichsweise flüchtig. Man sieht das auch im Schriftbild: den rechten Kolumnenrand hielt der Schreiber strikt ein, aber am Ende seiner Zeile geriet er oft über den linken Kolumnenrand hinaus. Sorgfältigere Schreiber vermieden dies. Der Text enthält zahlreiche Fehler, die im Nachhinein fast alle korrigiert wurden. Von allen Qumranrollen enthält 1QIsaa die meisten Korrekturen – im Schnitt alle vier Zeilen eine. Millar Burrows vermutete wegen der zahlreichen phonetischen Varianten, dass die Schreiber von 1QIsaa keine Vorlage kopierten, sondern nach Diktat schrieben. Emanuel Tov hält auch eine Massenproduktion für denkbar, bei der mehreren Schreibern gleichzeitig diktiert wurde.

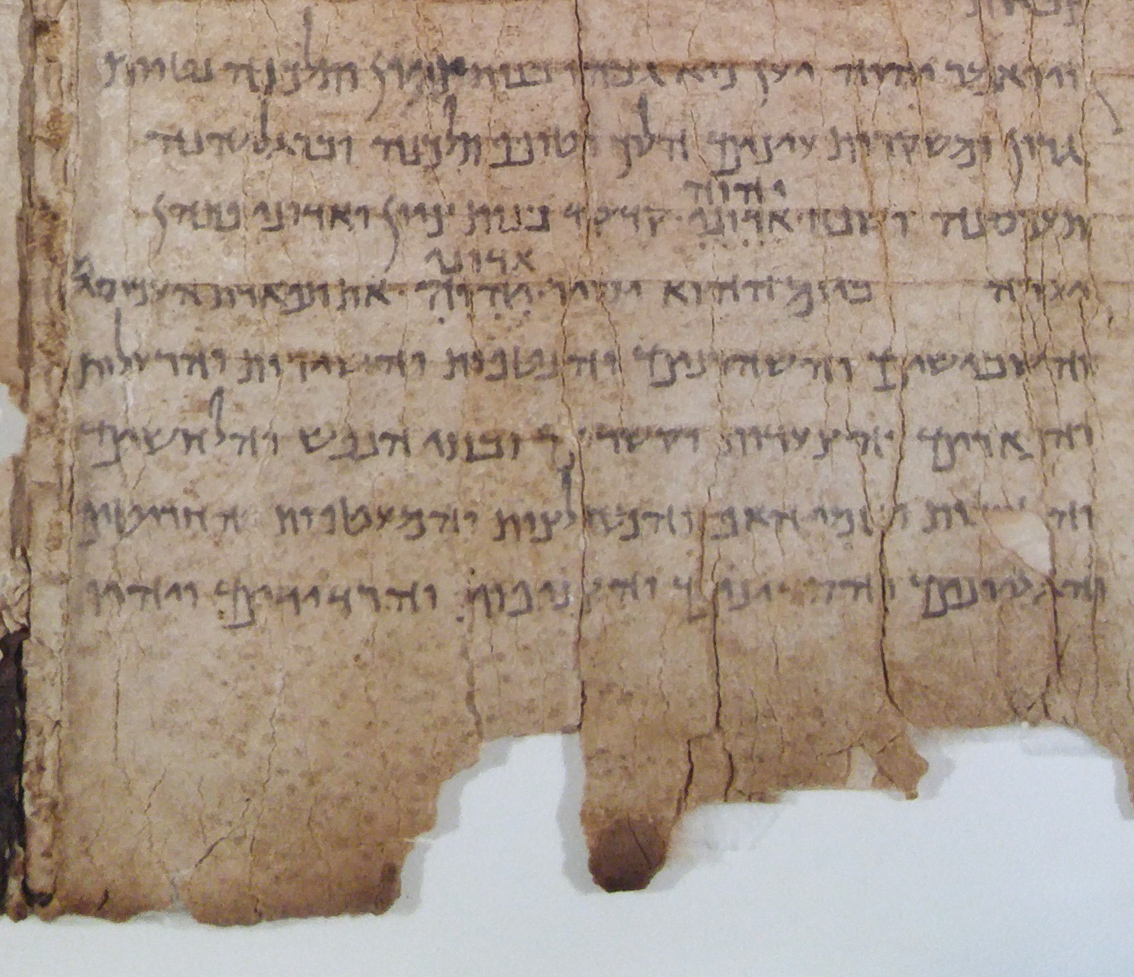
Textkorrekturen in der Großen Jesajarolle: das falsch geschriebene Wort ist mit Punkten markiert, die richtige Schreibung über der Zeile ergänzt

Der Korrektor der Großen Jesajarolle wurde auch als Schreiber einiger anderer Texte identifiziert: 1QS, 1QSa, 1QSb und 4QSamc. Das ist ein ungewöhnlicher Befund, denn bei formeller hebräischer Buchschrift ist es schwierig, individuelle Handschriften zu identifizieren. Daher sieht es zumindest so aus, dass sehr viele Schreiber nur mit je einem Manuskript im Korpus der Qumranrollen vertreten sind. Da professionelle Schreiber zahlreiche Texte produzierten, würde das bedeuten, dass nur ein kleiner Teil ihrer jeweiligen Arbeiten in das Qumran-Textkorpus gelangte und so erhalten blieb. Viele Schriftrollen sind eindeutig Kopien, weil sie typische Abschreibfehler, wie Dittographie, enthalten.

### Wiederherstellung eines fragmentarischen Textes

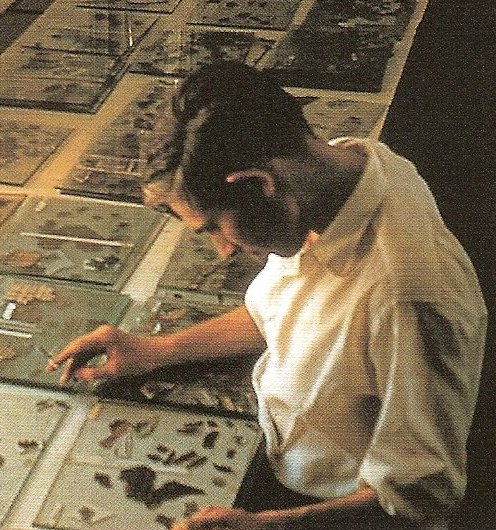
John Strugnell bei der Arbeit in der Scrollery

Etwa 15 Schriftrollen vom Toten Meer haben noch erkennbar die Form der antiken Buchrolle: die Große Jesajarolle (1QIsaa), die Kleine Jesajarolle (1QIsab), das Genesis-Apokryphon (1QGenAp), der Habakuk-Pescher (1QpHab), die Gemeinderegel (1QS), die Kriegsregel (1QM), die Hymnenrolle (1QHa), die Kupferrolle (3Q15), die Levitikusrolle (11Q1 = 11QpaleoLeva), die Ezechielrolle (11Q4), die Große Psalmenrolle (11Q5 = 11QPsa), die Apokryphen Psalmen (11Q11), die Sabbatopferlieder (11Q17), ein Werk namens Neues Jerusalem (11Q18) und die Tempelrolle (11Q19). Die Masse des Textkorpus liegt dagegen in unterschiedlich großen Fragmenten vor; allein in Höhle 4Q sind das etwa 15.000 Bruchstücke.
Nach ihrem Fund oder Erwerb im Antikenhandel wurden die Fragmente zunächst gesäubert, geglättet, fotografiert und nach Material, Farbe oder Buchstabenformen vorsortiert. Dann wurden sie gruppenweise zwischen zwei Glasplatten gelegt, nochmals fotografiert und im Arbeitsraum der Scrollery im Palestine Archeological Museum auf langen Tischen ausgelegt. Die Mitarbeiter versuchten nun, die Puzzleteile zusammenzusetzen. Wenn zwei Fragmente eine gemeinsame Bruchkante haben (material join), ist ihre Zusammengehörigkeit relativ sicher. Wenn Fragmente nicht direkt aneinander stoßen, können sie trotzdem als zusammengehörig erkannt werden (distant join), etwa weil sie zu einem bereits bekannten Text gehören.
Hartmut Stegemann entwickelte nach 1960 folgende, mittlerweile allgemein akzeptierte Methode zur Rekonstruktion von Schriftrollen: Er ging davon aus, dass die Rolle bei Deponierung zusammengewickelt war. Tierfraß (Nager, Insekten) oder Feuchtigkeit haben übereinanderliegende Wicklungen in ähnlicher Weise beschädigt. Deshalb wiederholt sich beispielsweise ein Fleckmuster an den Stellen, die bei der aufgewickelten Rolle übereinander lagen. Solche Verfallsspuren, zusammen mit anderen Beobachtungen am Beschreibmaterial, bieten die Möglichkeit, Fragmente eines unbekannten Textes in eine Reihenfolge zu bringen, die unabhängig ist von Mutmaßungen des Herausgebers über den Inhalt des Werks.
Die Identifikation und Zuordnung von Fragmenten erbringt weiterhin neue Ergebnisse, gelegentlich auch bei den „großen“ Schriftrollen. Ein Beispiel: Das von de Vaux’ Team in den 1950er Jahren gesammelte Material umfasst zahlreiche Pergamentstückchen, auf denen seinerzeit mit dem bloßen Auge kein Text zu erkennen war und die deshalb unpubliziert in Boxen lagern. Mit neuentwickelten bildgebenden Verfahren untersuchte Oren Ableman im Jahre 2018 eine solche Box mit Material aus der zuletzt entdeckten Höhle 11Q. Auf einem 1,2 × 1,7 cm großen Fragment war daraufhin hebräisch זמרה zammərāh „Lob zu singen“ lesbar, und in der Zeile darunter erkannte er zwei weitere Buchstaben ש und ל. Das Fragment gehörte an den Anfang von Psalm 147. Es ließ sich der Großen Psalmenrolle (11Q5) zuordnen.

## Einteilung des Textkorpus in Schriftengruppen
1980 bestritt Norman Golb, dass das Textkorpus von Qumran die „Bibliothek“ der Bewohner von Khirbet Qumran darstellte und kündigte damit den bisherigen Konsens auf. (Karl Heinrich Rengstorf hatte zwar bereits 1960 vermutet, dass das Schriftenkorpus von Qumran die ausgelagerte Tempelbibliothek von Jerusalem sei, aber damit keine vergleichbar heftige Diskussion ausgelöst.) Yigael Yadin hatte 1977 die Tempelrolle publiziert und sie als Werk der Qumran-Essener bezeichnet. Das wurde aber bald in Frage gestellt und wird heute kaum noch vertreten. Wenn man die Tempelrolle den Qumran-Essenern absprechen musste, erhielt Golbs Kritik zusätzlich Gewicht. Die polemisch geführte Auseinandersetzung mit Golb führte dazu, dass in den 1980er Jahren Kriterien zur Unterscheidung jachadischer und nicht-jachadischer Texte gesucht wurden. Zwei Modelle erlangten besondere Bedeutung:

### Groningen-Hypothese (Florentino García Martínez)
Florentino García Martínez’ sogenannte Groningen-Hypothese geht davon aus, dass das Textkorpus von Qumran nicht erst im Zuge der Deponierung in den Höhlen zusammenkam, sondern zusammengehört: es sei eine „religiöse Bibliothek“ der Bewohner von Khirbet Qumran. Diese Gruppe hätte religiöse Literatur anderer Gruppen nicht in ihrer Bibliothek akzeptiert. Martínez konstatiert, dass es Probleme gibt, die Qumraner mit den in antiken Texten beschriebenen Essenern zu identifizieren. Die Groningen-Hypothese erlaubt es, zwischen Essenern und Qumranern zu differenzieren: die Ursprünge der Essener werden in der breiten apokalyptischen Bewegung im Palästina der hellenistischen Zeit verortet. Die Anhänger einer charismatischen Gestalt (Lehrer der Gerechtigkeit) spalteten sich von der essenischen Bewegung ab. Mit dem Schmähtitel „Frevelpriester“ bezeichnete die Gruppe des Lehrers die Jerusalemer Hohepriester aus der Dynastie der Hasmonäer (d. h. „Frevelpriester“ ist nicht Deckname für eine historische Persönlichkeit). Der Lehrer vertrat in Fragen des Kalenders, des Tempelkults und der rituellen Reinheit Positionen, denen ein essenischer Gegner mit dem Decknamen „Lügenträufler“ widersprach. Da der Lehrer seine Halacha absolut setzte, als göttliche Offenbarung, war ein Kompromiss unmöglich. Die Gruppe um den Lehrer zog nach Khirbet Qumran, wo der Lehrer starb. Die Gründung der Niederlassung datiert Martínez in die Amtszeit des Johannes Hyrkanos I. (135 bis 104 v. Chr.). Die Gruppe erwartete das Ende der Welt 40 Jahre nach dem Tod des Lehrers. Danach wurde der Habakuk-Pescher verfasst, der das Ausbleiben des Weltendes zu erklären versuchte. Diese Schrift kann aufgrund zeitgeschichtlicher Anspielungen in die letzten Regierungsjahre des Alexander Jannäus, der 76 v. Chr. starb, datiert werden.
Mit der Groningen-Hypothese lassen sich vier Schriftgruppen chronologisch unterscheiden: 1. Werke der apokalyptischen Tradition als ein älteres Erbe, das in Qumran weitertradiert wurde; 2. Klassisch-essenische Werke, die inhaltlich dem entsprechen, was antike Autoren über Essener mitteilen; 3. Werke einer Übergangszeit; 4. Werke mit voll ausgebildeter Gruppenideologie (sectarian works).

### Community Terminology (Devorah Dimant)
Devorah Dimant verzichtet auf historische oder soziologische Kriterien zur Unterscheidung von Schriftgruppen. Da es sich bei den Manuskripten größtenteils um Kopien und nicht Autografen handelt, betrachtet sie das ganze Textkorpus als in etwa zeitgleich und unterscheidet jachadische und nicht-jachadische Texte nur aufgrund literarischer und linguistischer Merkmale. Sie nimmt eine Dreiteilung vor: a) biblische Texte im Umfang des Tanach, b) Werke mit jachadischer Terminologie (CT= Community Terminology), c) Werke ohne diese Terminologie (NCT = No Community Terminology). Dieser dritten Gruppe ordnet Dimant auch Apokryphen und Pseudepigraphen zu. Beispielsweise seien folgende Werke nicht jachadisch: die Schrift Neues Jerusalem, das Aramäische Levi-Dokument, die Tempelrolle.
Sowohl Martínez’ als auch Dimants Modell wurden viel rezipiert. Die Groningen-Hypothese fand jedenfalls mit ihrem Grundgedanken einer kleinen, radikalisierten Gruppe, die sich aus einer größeren Bewegung abgespalten hat, breite Zustimmung. Dimants Unterscheidungskriterien für jachadische und nicht-jachadische Werke gelten als zuverlässig. Dimant entwickelte ihr Modell weiter durch Einführung einer weiteren Kategorie, die eine Mittelposition zwischen jachadischen und nicht-jachadischen Werken darstellt. Martínez hat dagegen in neueren Arbeiten die Rekonstruktion der Jachad-Geschichte zurückgestellt und betrachtet den Jachad mehr als Lesergemeinde, die das gesamte Textkorpus, woher immer die einzelnen Texte kommen, in ihrem Sinn liest und aneignet.

## Handschriften biblischer Bücher
Die übliche Bezeichnung „biblische“ Handschriften ist für die Zeit, in der die Rollen geschrieben wurden und in Gebrauch waren, anachronistisch. Der Kanon der Hebräischen Bibel (Tanach) war damals noch nicht fixiert. Man nimmt an, dass es für die Schriftrollenbesitzer „autoritative Texte“ gab, die sie als hoch verbindlich betrachteten. Diese sind aber nicht identisch mit den Schriften, die später in den Tanach bzw. das christliche Alte Testament (dessen Umfang je nach Konfession unterschiedlich ist) Aufnahme fanden. Kriterien für „autoritative Texte“ sind, dass mit Zitaten aus ihnen argumentiert wurde, dass sie beanspruchten, aufgrund göttlicher Eingebung oder von einer bedeutenden Person niedergeschrieben zu sein, dass sie häufig kopiert, kommentiert und übersetzt wurden und andere Schriften inhaltlich von ihnen abhängig sind.
Die ältesten biblischen Handschriften wurden um 250 v. Chr. erstellt (4QSamb, 4QJera). Alle Bücher des späteren Tanach außer dem Buch Ester sind vertreten. Bei Zahlenangaben zu biblischen Büchern besteht ein Unsicherheitsfaktor, da es bei kleineren Fragmenten nicht sicher ist, ob es sich um ein Exemplar des ganzen Buchs handelt oder zum Beispiel um eine Neukomposition mit Bibelzitaten. Heinz-Josef Fabry zählt 76 Bücher der Tora, 36 Psalmbücher, 21-mal Jesaja, achtmal Daniel, je sechsmal Jeremia und Ezechiel. Das umfangreiche Buch der Chronik ist nur durch ein kleines Fragment (4Q118) repräsentiert.

### Hebräisch

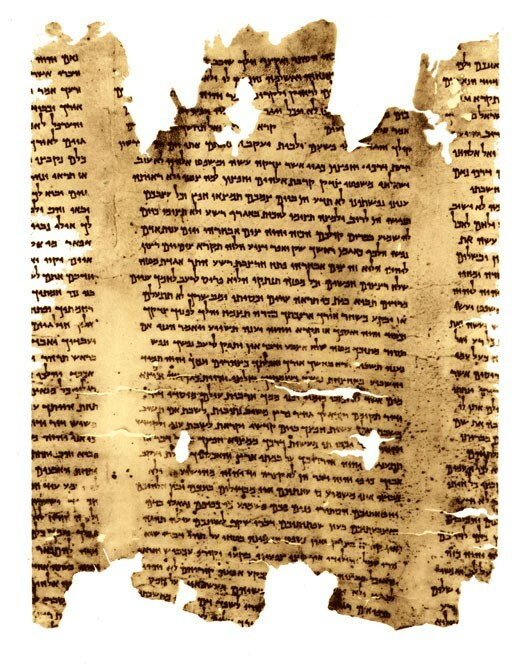
Kleine Jesajarolle, proto-masoretischer Texttyp

Als die ersten hebräischen Bibeltexte aus Qumran publiziert wurden, erregte es großes Interesse, dass es dort einen proto-masoretischen Texttyp gab, der dem späteren, im Judentum kanonisch gewordenen Masoretischen Text sehr ähnlich ist. Dessen Zuverlässigkeit und gute Qualität war damit bestätigt. Die seit der zweiten Hälfte des 20. Jahrhunderts entstandenen Bibelübersetzungen in moderne Sprachen sind deshalb viel stärker dem Masoretischen Text verpflichtet, als es vorher üblich war.
Die Textgeschichte der hebräischen Bibel kann man sich wie ein breites Flussbett vorstellen. Mehrere Ströme (Texttypen) fließen parallel darin, mischen sich manchmal und trennen sich wieder. Anhand sprachlicher Merkmale unterscheidet Emanuel Tov fünf Texttypen:
1. Jene mit besonderer Qumran-Orthografie.[103] Sie zeigen einen freien Umgang mit der Vorlage und sind möglicherweise einer in Khirbet Qumran arbeitenden Schreiberschule zuzuordnen. Als Vorlage können Texte mit proto-masoretischem Charakter, aber auch solche einer unabhängigen Texttradition gedient haben (20 Prozent). Zu dieser Gruppe rechnet Tov beispielsweise die Große Jesajarolle.[104]
2. Proto-masoretische Texte, deren Kennzeichen die Übereinstimmung mit dem Konsonantenbestand des später kanonisch gewordenen Masoretischen Textes ist, Beispiele: 1QIsab und 4QJerc (35 Prozent).
3. Prä-samaritanische Texte, die charakteristische Kennzeichen des Samaritanischen Pentateuchs zeigen, ohne die (nach Tovs Einschätzung) aus ideologischen Gründen vorgenommenen Textänderungen des Samaritanus aufzuweisen, Beispiele: 4QpaleoExodm, 4QNumb (5 Prozent).[105]
4. Texte, die einer hebräischen Vorlage der Septuaginta nahestehen, Beispiele: 4QJerb, 4QJerd (5 Prozent).
5. Unabhängige Texte, die punktuell mit dem Masoretischen Text, dem Samaritanus oder der Septuaginta übereinstimmen. Viele haben darüber hinaus Lesarten, die sich in keiner der drei später kanonisch gewordenen Texttraditionen finden. Beispiele: 4QJosa, 4QSama (35 Prozent).

Tovs Klassifizierung wird allerdings durch neuere Analysen von Armin Lange relativiert. Er lehnt die Existenz einer eigenständigen Textgruppe mit Qumran-Orthografie ab und kommt zu einem deutlich größeren Anteil der Gruppe der Unabhängigen Texte: 52,5 Prozent bei Tora-Handschriften und 51 Prozent bei Neviim und Ketuvim.
Zunächst schien die von Frank M. Cross entwickelte Theorie der lokalen Textfamilien (Theory of Local Texts, 1976) die Textvielfalt gut zu erklären. Sie nahm an, dass es drei Texttraditionen in verschiedenen geografischen Räumen gegeben habe: Israel/Palästina, Babylonien und Ägypten. Die babylonische Tradition sei von den Heimkehrern aus dem Babylonischen Exil mit nach Jerusalem gebracht worden. Der Masoretische Text gehe auf die in Jerusalem gepflegte babylonische Texttradition zurück. Seit den Studien von Tov und Lange ist aber mit einer größeren Zahl von Texten und Textfamilien zu rechnen, die alle im Textkorpus von Qumran koexistieren – und damit ist das Lokalprinzip aufgehoben.
Die Situation Mitte des 1. Jahrhunderts n. Chr. lässt sich nach Eugene C. Ulrich so charakterisieren:
- Biblische Schriften sind in verschiedenen Textfassungen im Umlauf.
- Es gibt einen Kanon im Werden (canon-in-process), aber keinen fertigen Kanon.
- Es ist keine Gruppe erkennbar, die einen normativen Text festsetzt oder fordert, dass ein Texttyp gegenüber anderen bevorzugt werden sollte.

Den letzten Punkt beurteilt Siegfried Kreuzer anders: Der proto-masoretische Text sei im 1. Jahrhundert v. Chr. in Jerusalem so überarbeitet worden, dass sein chronologisches System nicht mehr auf die Weihe des salomonischen Tempels, sondern auf die Tempelweihe nach dem erfolgreichen Makkabäeraufstand (164 v. Chr.) zulief. Im Hasmonäerreich habe dieser Text als normativ gegolten. Mit ihm verband sich die Autorität des Jerusalemer Tempels.
Die Samuel-Fragmente vom Toten Meer sind ein interessantes Beispiel dafür, dass die Zentralstellung des kanonisch gewordenen Masoretischen Textes überdacht werden muss: Bei mehreren Fragmenten von Rollen des Buchs Samuel, die aus Höhle 4Q stammen (4QSama-c), stimmt der Text häufig mit der Septuaginta gegen den Masoretischen Text überein. Textkritische Untersuchungen deuten darauf hin, dass die Vorlage der Septuaginta und der Texttyp aus Qumran ein gegenüber dem Masoretischen Text älteres Stadium der Textentwicklung repräsentieren.
Statt eines Übergabepunktes, an dem ein biblisches Buch „fertig“ war und von den Endredaktoren sozusagen an die Kopisten weitergereicht wurde, ist es aus heutiger Sicht sachgerechter, einen Übergabezeitraum anzunehmen. „Methodisch folgt also aus der jüngeren Diskussion, dass die einfache Unterscheidung zwischen «beabsichtigten» (Phase der Textproduktion: Redaktionskritik) und «unbeabsichtigten» (Phase der Texttransmission: Textkritik) Änderungen unschärfer wird und die Aufgabe der Textkritik nicht die Rekonstruktion eines «Urtextes», sondern die des ältesten erreichbaren Textes ist.“ (Heinz-Josef Fabry)

### Aramäisch
Von den biblischen Büchern, die später zum jüdischen Kanon (Tanach) gehörten, sind folgende mit aramäischen Textfragmenten vertreten: Jeremia (4Q71), Daniel (4Q112–115) und Esra (4Q117).
Unter den Qumrantexten gibt es außerdem drei Übersetzungen biblischer Schriften ins Aramäische, die etwas irreführend als Targumim bezeichnet werden. Im Vergleich zu den späteren Targumim der rabbinischen Literatur, die teils freie Nacherzählungen darstellen, bleiben die Qumran-Targumim eng an ihrer Vorlage. Ein Targum übersetzt das Buch Levitikus, zwei das Buch Ijob. Eventuell gehören beide Ijob-Fragmente zum gleichen Werk, wobei 11Q10 zu den besser erhaltenen Qumrantexten gehört. Die Handschrift ist jung (um 50 n. Chr.), die Übersetzung lässt sich aufgrund sprachlicher Merkmale ins 2. Jahrhundert v. Chr. datieren.

### Griechisch

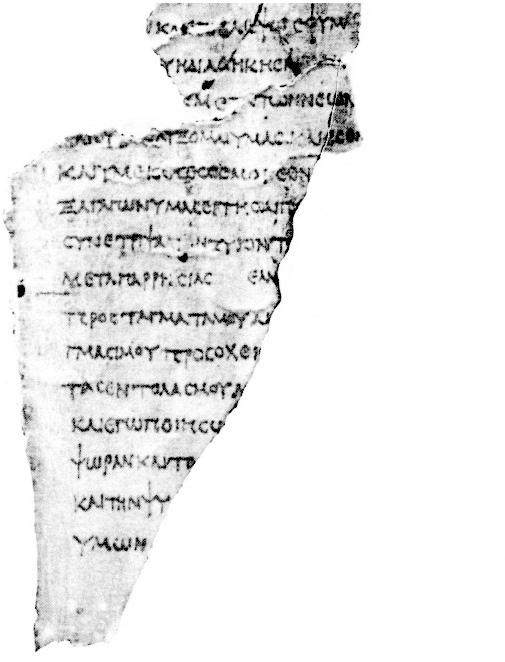
Septuaginta-Levitikus^{a}

Im Textkorpus von Qumran sind Fragmente mehrerer griechischer Pentateuch-Handschriften enthalten. Septuaginta-Levitikusa (4Q119), ein Teil einer Kolumne mit Text aus Lev 26, 2–16 wird als recht wörtliche Übersetzung einer hebräischen Vorlage beurteilt. Insgesamt steht der Text in der Septuaginta-Tradition, bietet aber 15 abweichende und teils ungewöhnliche Lesarten. Septuaginta-Levitikusb (4Q120) ist ein in über 100 Fragmente zerfallener Papyrus, von denen sich 31 dem Text der ersten sechs Kapitel Levitikus zuordnen ließen. Erhalten sind auch Reste einer Lederrolle des griechischen Buchs Numeri; das Verhältnis zur Septuaginta (Old Greek oder eine andere alte Texttradition) wird diskutiert. Kleine Fragmente einer relativ alten Deuteronomium-Handschrift (4Q122, um 150 v. Chr. oder früher) und einer Exodus-Handschrift (7Q1) vervollständigen das Bild: Die griechische Übersetzung der Tora ist im Qumran-Textkorpus präsent, allerdings marginal.
Außerdem gibt es ein Papyrus-Fragment vom Brief des Jeremia (7Q2), also ein Text, der nicht zum späteren jüdischen Kanon (Tanach) gehört, wohl aber zum Septuaginta-Kanon und infolgedessen in einigen christlichen Konfessionen zum Alten Testament.

## Bibeltexte in anderer Form

### Tefillin und Mesusot
Die Tora-Gebote, Tefillin anzulegen und an Türen Mesusot anzubringen, wurden auch in Qumran befolgt. Insgesamt werden etwa 45 fragmentarische Pergamentstreifen mit Tora-Texten in Mikroschrift und etwa 25 Reste von Tefillinkapseln dieser Fundgruppe zugeordnet; in fünf Exemplaren befanden sich die Pergamentstreifen noch in den Kapseln. Die Objekte stammen häufig aus dem Antikenhandel; die Herkunftsangabe „Qumran“ ist in diesen Fällen ungesichert.
Die heute eher würfelförmigen Tefillinkapseln sind lederne Behältnisse, die mit Riemen an Kopf und Oberarm getragen werden. Eine Qumran-Tefillinkapsel sah in geschlossenem Zustand wie eine flache, kleine Ledertasche aus. Sie hatte eine oder mehrere Auswölbungen, in die die Texte eingelegt wurden; dann wurde sie zusammengeklappt und zugenäht. Yigael Yadin erwarb 1968 ein intaktes Exemplar (XQPhyl A–D = XQ1‒4). Die 13 × 20 mm große Tasche enthielt vier Fächer, in denen sich zusammengefaltete, eng beschriebene Pergamentstreifen (27 × 40–44 mm) befanden. Drei davon waren noch an ihrem Platz. Die Auswahl und Anordnung der Tora-Texte weicht von den späteren rabbinischen Vorschriften ab. Wahrscheinlich waren die diesbezüglichen Regeln noch nicht festgelegt. Es ist denkbar, dass die Qumran-Tefillin nicht ausschließlich beim Gebet getragen wurden, sondern den ganzen Tag über oder (ähnlich wie ein Amulett) in besonderen Situationen, etwa bei Krankheit.
Aus Höhle 4Q stammen Fragmente von Mesusot-Texten (4Q149–155), ein weiteres Exemplar aus Höhle 8Q. Behältnisse von Mesusot sind aus Qumran nicht bekannt. Möglicherweise wurden die zusammengewickelten Textstreifen damals direkt in Ritzen am Türrahmen deponiert.

### Reworked Pentateuch
Als Reworked Pentateuch, „Tora-Überarbeitungen“ werden fünf Fragmente bezeichnet, die sich einer Kategorisierung in biblische oder nichtbiblische Texte entziehen: 4Q158; 4Q364–367. Sie enthalten größtenteils den bekannten Bibeltext in einer Fassung, die dem Samaritanischen Pentateuch nahesteht, aber ändern öfter die Reihenfolge oder fügen neues Material ein. Bei der DJD-Erstpublikation klassifizierten Emanuel Tov und Sidnie White Crawford diese Texte als nicht-biblisch und nicht-autoritativ. Für Eugene Ulrich, James VanderKam und Michael Segal waren Reworked-Pentateuch-Texte dagegen biblisch, nämlich Zeugen des in der Entwicklung begriffenen biblischen Textes. Dieser Position schloss sich später auch Tov an. Wenn 4Q365 den gesamten Pentateuch umfasste, hätte diese Buchrolle mit einer geschätzten Länge von 22,5–27,5 m eine beeindruckende Größe gehabt.

## Nichtbiblische Texte
Die hier vorgenommene Einteilung der nichtbiblischen Texte in Gruppen folgt Armin Lange und Ulrike Mittmann-Richert.

### Parabiblische Schriften
Als parabiblische Texte (parabiblical texts) werden bibelnahe Schriften bezeichnet. Diese Nähe kann sich auf Texte, Themen oder Personen des späteren Tanach beziehen.
Henochliteratur

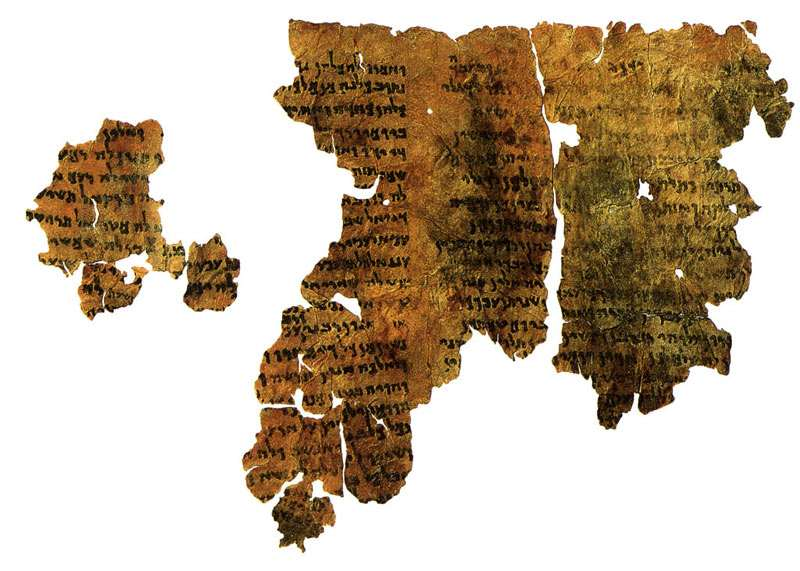
Erstes Henochbuch (4QEn^{a} ar = 4Q201)

Die Tora hat im Judentum die höchste Autorität, und der größte Teil der parabiblischen Schriften von Qumran ist in irgendeiner Weise auf die Tora bezogen. Dazu gehört die gesamte Henochliteratur mit ihrer Hauptperson Henoch, der nach Gen 5,21–24  „mit Gott wandelte“ und deshalb nicht starb, sondern entrückt wurde.
Das Erste Henochbuch, das in der äthiopisch-orthodoxen Kirche zum Alten Testament gerechnet wird, ist in seiner Endgestalt eine umfangreiche Komposition (108 Kapitel) aus mindestens fünf Teilen. Es ist in Qumran mit elf aramäischen Handschriften vertreten (4Q201–202; 4Q204–212), deren älteste 4QEna ar (=4Q201) paläografisch auf 200–150 v. Chr. datiert wird. Das sogenannte Astronomische Henochbuch (Kapitel 72–82) kommt in Qumran als separate Schrift vor. Die Bildreden (Kapitel 37–71) fehlen in Qumran. Vermutlich wurde dieser Text erst spät in die Komposition des Ersten Henochbuchs eingefügt, und die aramäischen Handschriften aus dem Qumran-Textkorpus entstanden zu einer früheren Zeit. Die Bedeutung des Ersten Henochbuchs für den Jachad ist sehr groß: Man las in dieser alten Schrift, dass es in der Engelwelt eine Spaltung in gefallene, verführerische Engel einerseits und hilfreiche Engel andererseits gebe. Diese beiden Gruppen heißen aramäisch ערין ʿîrîn „Wächter“ und קדשין qaddîšîn „Heilige“. Der Jachad entwickelte in seinen eigenen Schriften eine komplexe Engel- und Dämonenlehre; man war zum Beispiel der Meinung, an der Liturgie der Engel teilnehmen und Dämonen austreiben zu können. Aber während das Erste Henochbuch den Ursprung des Bösen mit einem Aufstand der Engel begründet, lehrt eine Hauptschrift des Jachad (Gemeinderegel), dass die Geister von Licht und Finsternis beide von Gott geschaffen worden seien.
Ebenfalls zur Henochliteratur gehört das Gigantenbuch, dessen aramäischer Text nur aus Qumran bekannt ist. Es zählt zu den heiligen Schriften des Manichäismus; Übersetzungen in mehrere Sprachen sind daher erhalten. Die Giganten (Nephilim) sind gefährliche Mischwesen (halb Engel, halb Mensch). Henoch deutet den Gigantenfürsten einen Traum. Einige tun darauf Buße, aber die meisten bleiben bösartig und werden daraufhin von Gottes kämpfenden Engeln besiegt.
Jubiläenbuch
Das Buch der Jubiläen gehört ebenfalls zum Alten Testament der äthiopisch-orthodoxen Kirche. Es stellt einen anderen Typ torabezogener Literatur dar. Hier ist nicht eine in der Tora nur knapp erwähnte, geheimnisvolle Figur (Henoch) zum Helden eigener Werke aufgewertet, sondern umfangreiche Teile der Tora – von der Schöpfungsgeschichte bis zum Auszug aus Ägypten – werden neu erzählt (Rewritten Bible). Dabei spielen gute und böse Engelwesen eine wichtige Rolle; sie sind hierarchisch organisiert und wirken ständig auf die Menschen ein.
Jachadische Texte zitieren das Jubiläenbuch als autoritative Schrift; mindestens 14 Manuskripte zeigen seine Beliebtheit.
Genesis-Apokryphon
Das Genesis-Apokryphon aus Höhle 1Q ist eine aus herodianischer Zeit stammende Kompilation älterer Noach- und Abraham-Traditionen, keine Nacherzählung der Genesis, sondern ein selbständiges Werk. Es tritt dem Leser mit einem großen Autoritätsanspruch gegenüber, streckenweise als wörtliche Rede biblischer Personen. Vermutlich sollte das Genesis-Apokryphon als Leseanweisung dienen, wie der Genesis-Text zu verstehen sei. Außerdem gibt es im Qumran-Korpus mehrere fragmentarische Texte mit weiteren Noach-Traditionen.
Mose- und Josua-Apokrypha
Die Mose-Apokrypha sind eine Rewritten Bible in Bezug auf das Deuteronomium. Die Autorität des Hohepriesters wird darin gestärkt. Wer sich ihm widersetzt, ist ein falscher Prophet. Ein Ritual wird erwähnt, bei dem der Hohepriester die Urim und Thummim befragt.
Die beiden fragmentarischen Josua-Apokrypha beziehen sich auf das Buch Josua und enthalten darüber hinaus Reden, Segen und Gebete. Im Jachad war das Josua-Apokryphon 4Q379 ein autoritativer Text.
Tempelrolle
Die Tempelrolle ist als Eigenrede Gottes gestaltet und erhebt damit kanonischen Anspruch. Sie bezieht alle Anweisungen für das Wüstenheiligtum (Mischkan) in der Tora auf den zweiten Jerusalemer Tempel. Man schließt aus Inhalt, Alter und starken Unterschieden etwa zum Deuteronomium, dass die den Tempel betreffenden Toratexte damals noch nicht endgültig formuliert waren.
Pseudo-Ezechiel, Pseudo-Jeremia, Pseudo-Daniel
Als nach der Tora auch die Prophetenbücher als inspirierte, heilige Schriften anerkannt wurden, rankte sich ebenfalls eine parabiblische Literatur um diese Texte. Entweder wurden den biblischen Propheten neue Reden in den Mund gelegt, oder die Biografie der Propheten legendarisch ausgestaltet. Insgesamt sechs Fragmente enthalten Pseudo-Ezechiel-Material, wahrscheinlich gehören sie zum gleichen Werk. Interessant ist die Akzentverschiebung bei der Vision von den Totengebeinen (Ez 37,1–14 ): Aus der Hoffnung auf Auferstehung für das „ganze Haus Israel“ ist bei Pseudo-Ezechiel die Auferstehung der Frommen in Israel geworden. Das sehr fragmentarische Pseudo-Jeremia-Material lässt sich wahrscheinlich zu drei Werken gruppieren. Pseudo-Jeremia, der sich in der Diaspora (Ägypten) aufhält, verkündet ethische Gebote, trauert um den Jerusalemer Tempel und klagt über seine eigene Situation. Drei vielleicht zusammengehörige Pseudo-Daniel-Schriften bieten eine Deutung der gesamten Weltgeschichte; der aramäische Text 4Q246, zunächst auch als Daniel-Apokryphon (4QapocrDan ar) bezeichnet, enthält eine Traumdeutung Pseudo-Daniels für einen König, bei der nach mehreren negativen Ereignissen das Auftreten einer Gestalt angekündigt wird, die „Sohn Gottes“ und „Sohn des Höchsten“ genannt wird. Es wird aber nicht deutlich, ob der Verfasser diese Titel positiv oder negativ bewertet.
Testamentenliteratur
Als Testamentenliteratur bezeichnet man Abschiedsreden biblischer Gestalten. Die Rahmenhandlung besteht darin, dass der Patriarch auf dem Sterbebett seine Familie zusammenruft, eine Rede hält und abschließend stirbt. Im Qumran-Textkorpus stehen bedeutende Priestergestalten im Mittelpunkt: das Testament Kehats, die Visionen Amrams.
Das Aramäische Levi-Dokument ist ein Vorläufer der jüngeren Testamentenliteratur. Levi wird in dieser Schrift zum himmlischen Hohepriester; er begegnet im Himmel seinem Vater Jakob, der ihn mit Priestergewändern bekleidet, sowie seinem Großvater Isaak, der ihn in den Priestergesetzen unterrichtet. Anschließend tritt Levi als Weisheitslehrer und Prophet auf. Der Text geht auf die Waschungen des Priesters, die Holzarten für den Altar und die Reihenfolge, in der die Teile des Opfertiers aufgelegt werden, ein. Das meiste davon hat keinen Anhalt in der schriftlichen Tora. Solche Details waren priesterliches Berufswissen. Womöglich bereiteten sich angehende Priester durch das Studium dieses Textes auf ihren Tempeldienst vor.

### Exegetische Schriften

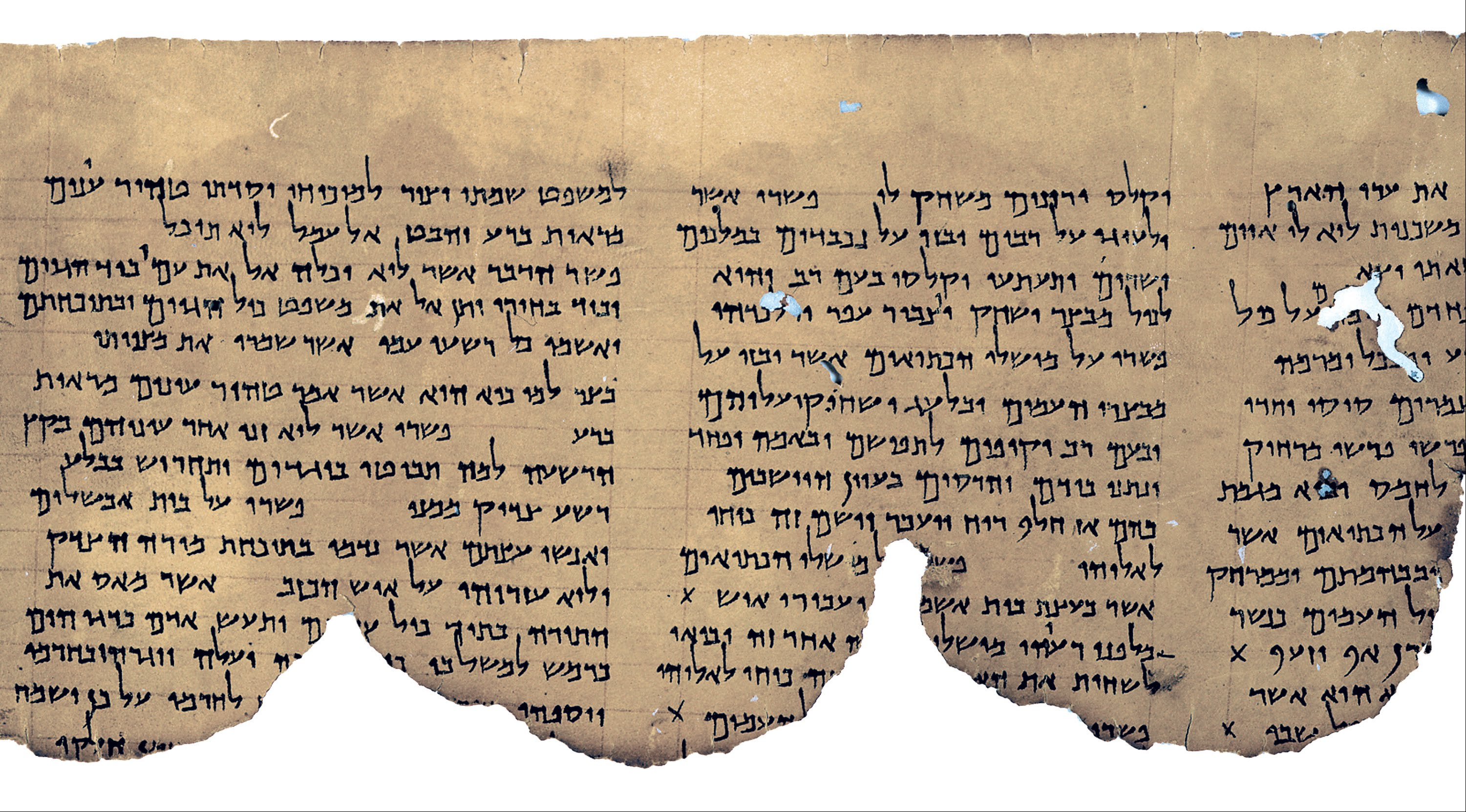
Habakuk-Pescher

Die exegetischen Schriften sind, im Gegensatz zu den parabiblischen Werken, charakteristische Erzeugnisse des Jachad. Autoritative Texte werden in einem Pescher versweise zitiert und dann kommentiert. Es gibt zwei Typen: Pescharim, die ein Buch fortlaufend kommentieren, und thematische Pescharim, die Zitate aus verschiedenen Schriften zusammenstellen und kommentieren. Die Deuteformel enthält stets das Wort hebräisch פשר pešær: „Deutung“. Die Auslegungstechnik erinnert an antike Traum- und Omendeutung.
Am bekanntesten und am besten erhalten ist der Habakuk-Pescher (1QpHab), ein Unikat, aber wegen typischer Abschreibfehler kein Autograf. Er formuliert das hinter der Pescher-Literatur stehende hermeneutische Konzept so:

„Und Gott sprach zu Habakuk, er solle aufschreiben, was kommen wird über das letzte Geschlecht. Aber die Vollendung der Zeit hat er ihm nicht kundgetan. Und wenn es heißt: Damit eilen kann, wer es liest (Hab 2,2 ), so bezieht sich seine Deutung … auf den Lehrer der Gerechtigkeit, dem Gott kundgetan hat alle Geheimnisse der Worte seiner Knechte, der Propheten.“

Den eigentlichen Sinn des ihm offenbarten Textes konnte Habakuk zu seiner Zeit also gar nicht erfassen. Denn er ist von Gott für die Menschen in der Endzeit (das „letzte Geschlecht“) bestimmt. Dann tritt ein inspirierter Ausleger auf, der die Geheimnisse im alten Text Habakuks interpretiert. Daraus ergibt sich die verrätselte Art, wie sich die Pescharim auf ihre Zeitgeschichte beziehen. Sie schaffen ein Netz symbolischer Namen (Personen, Orte, Ereignisse), die sich nur ausnahmsweise eindeutig auflösen lassen. In der frühen Qumranforschung herrschte großer Optimismus, die Pescharim als historische Quellen für die Geschichte des Jachad, die Biografie des Lehrers der Gerechtigkeit und überhaupt die Geschichte Judäas in hellenistischer und frührömischer Zeit nutzen zu können; mittlerweile ist man skeptisch.

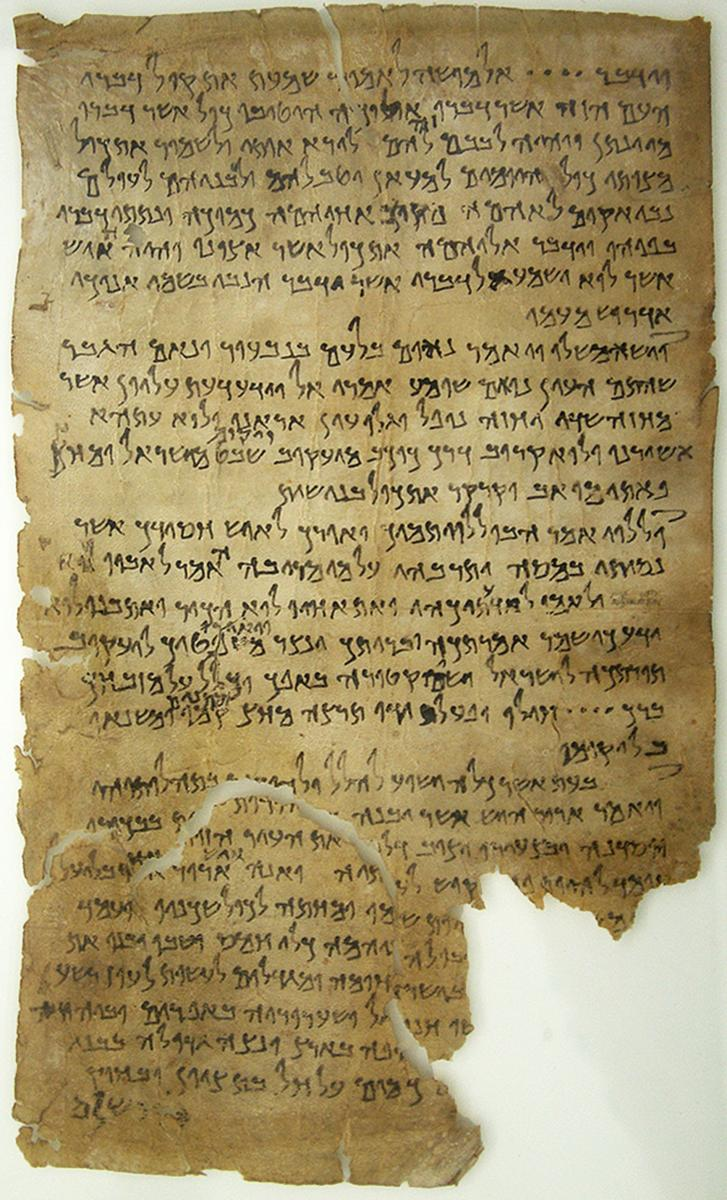
Testimonia von Qumran, Einzelblatt in semiformeller Schrift (Jordanisches Nationalmuseum Amman)

Der wichtigste thematische Pescher ist jener zur Eschatologie, 4MidrEschata,b. Der Text besteht aus zwei Teilen, die früher als 4QFlorilegium und 4QCatenaA bezeichnet wurden. Annette Steudel wies die Zusammengehörigkeit durch Anwendung der von Stegemann entwickelten Rekonstruktionsmethode nach. Die eigene Gegenwart wird darin als „das Ende der Tage“ interpretiert, eine Zeit der Läuterung, in der man sich mit Gegnern aus dem Machtbereich des Bösen (Belial) auseinandersetzen muss. Gemeint sind die Pharisäer. Mit der zukünftigen Ankunft des Messias endet die Läuterungszeit, und die Heilszeit bricht an. 4MidrEschata enthält das Konzept, dass der Jachad, also eine Gruppe von Menschen, ein spiritueller Tempel sei und seine Liturgie die Opfer im Jerusalemer Tempel ersetzten.
Es gibt auch Kommentare ohne die Pescher-Deuteformel, zum Beispiel zum Buch Genesis. 4QMidrash Sefer Moshe (= 4Q249), um 150 v. Chr. geschrieben, ist das früheste bekannte Beispiel eines halachischen Midrasch.
Ein Sonderfall ist 4Q175, bei der Veröffentlichung von John Marco Allegro als Testimonia, „Schriftbeweise“, betitelt (Foto): das seltene Beispiel eines fast komplett erhaltenen Qumran-Textes. Der Schreiber ist der gleiche, der auch die Gemeinderegel (1QS) kopierte (also ein Mitglied des Jachad), aber hier gab er sich erkennbar wenig Mühe. Wahrscheinlich war 4Q175 eine Art Notizzettel. Ebenso wie in 1QS wird der Gottesname JHWH nicht geschrieben, sondern durch Punkte ersetzt. Das sieht man zum Beispiel in der ersten Zeile. Mehrere Zitate autoritativer Schriften werden aneinandergereiht: Ex 20,21  in der Textfassung des Samaritanus, Num 24,15–17 , Dtn 33,8–11  und ein Text aus dem Josua-Apokryphonb (darin enthalten: Jos 6,26 ). Üblicherweise sieht man darin die messianische Hoffnung auf eine prophetische, königliche und priesterliche Gestalt ausgedrückt. Zeitgeschichtlich interessant ist, dass der Ethnarch Johannes Hyrkanos I. von Flavius Josephus als prophetisch begabter Priesterkönig gerühmt wird. Im Jachad wurden solche Ansprüche wahrscheinlich abgelehnt; vielleicht gehört 4Q175 in diesen Kontext.

### Ordnungen und Rechtstexte
Drei Schriften vermitteln ein Bild davon, wie das Gemeinschaftsleben des Jachad organisiert war:
- Gemeinderegel (1QS);[142]
- Gemeinschaftsregel (1QSa), nur einmal überliefert als Anhang zu 1QS (siehe unten: Eschatologische und apokalyptische Schriften);
- Damaskusschrift (CD).

Gemeinderegel
Die Gemeinderegel (1QS, hebräisch סרך היחד særækh hajjaḥad) ist im Korpus der Qumranschriften mit mindestens elf Exemplaren vertreten, was für ihre große Bedeutung im Jachad spricht. Sie ist eine Sammelschrift mit komplizierter Vorgeschichte. In der Textfassung der gut erhaltenen Rolle aus Höhle 1Q hat sie folgenden Inhalt: nach einer Einführung, die die ethischen Ideale der Gruppe aufzählt, folgt die Beschreibung der jährlichen Bundeserneuerungszeremonie. Daran schließt sich die dualistische Zwei-Geister-Lehre mit dem Gedanken der doppelten Prädestination an. Nun folgen Verhaltensregeln, ein Strafkatalog und ein Schlusspsalm. Der Text weicht in den einzelnen Handschriften stark ab, obwohl diese zeitlich nicht weit auseinanderliegen. Dadurch stellt sich die Frage der Praktikabilität, besonders bei den Strafbestimmungen. Eine Möglichkeit wäre, dass die Handschriften aus unterschiedlichen lokalen Gruppen des Jachad stammen, eine andere, dass die Rechtsprechung mündlich verlief und die Vielfalt der Handschriften Stadien dieser mündlichen Tradition spiegelt.
Damaskusschrift

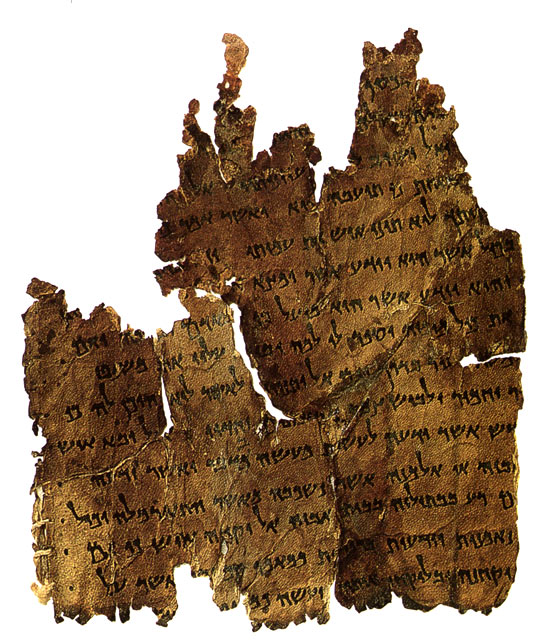
Damaskusschrift (4QD^{f} = 4Q271)

Auch die Damaskusschrift (CD) hat eine komplexe Vorgeschichte, ist aber als Text (verglichen mit der Gemeinderegel) stabiler. Nach einer Mahnschrift mit geschichtstheologischen Erläuterungen folgt eine vierteilige Gesetzessammlung:
- „Gesetze für den Unterweiser“: Männer mit bestimmten Behinderungen sind vom Priesterdienst und von der Toralesung ausgeschlossen;
- „Ordnung für die Siedlung der Städte Israels“: neben nicht-jachadischen Regeln (Landwirtschaft, Sabbat usw.) wird die Aufnahmezeremonie in die Gruppe beschrieben;
- „Ordnung der Siedlung der Lager“: die Gruppenmitglieder leben in Familien und sind in Lagern organisiert, denen ein Aufseher (hebräisch מבקר mevaqqer[144]) vorsteht;
- „Auflistung der Rechtssätze“: der Strafenkatalog berührt sich mit entsprechenden Passagen der Gemeinderegel (1QS).

Die chronologische und soziologische Beziehung von Gemeinderegel und Damaskusschrift ist Gegenstand der Diskussion. Neben engen Berührungen gibt es nämlich erhebliche Unterschiede:
- In der Gemeinderegel scheint das Gebet („Hebopfer der Lippen“) an die Stelle des Tempelgottesdienstes getreten zu sein. Die Damaskusschrift dagegen scheint von einer Teilnahme am Jerusalemer Kult auszugehen.
- Die Gemeinderegel fordert kein Zölibat. Aber Frauen werden fast nicht erwähnt. Es ist daher naheliegend, sich den Jachad als gemeinschaftlich lebende Männergruppe vorzustellen. Die Damaskusschrift setzt dagegen voraus, dass die Mitglieder in Familien mit ihren Kindern zusammenwohnen. Cecilia Wassen zufolge ist die Damaskusschrift das Produkt einer patriarchalen, totalitären Gruppe, die Frauen als Mitglieder minderen Ranges zulasse.[145]

4QMMT
4QMMT ist ein Lehrbrief über „ein bißchen vom Tun der Tora“ (hebräisch מקצת מעשי התורה miqṣat ma‛aśê hattôrāh, daher die Abkürzung MMT). Zu etwa 20 Fragen der Halacha, insbesondere Opfer und kultische Reinheit (also Priesterthemen) betreffend, wird die eigene Meinung als „Tora-Praxis“ für verbindlich erklärt. Manchmal wird die Gegenmeinung zitiert und verworfen. Sechs erhaltene Manuskripte zeigen, dass der Text im Jachad wichtig war. Aus inhaltlichen Gründen gilt 4QMMT als frühe jachadische Schrift; die Heiligkeit Jerusalems und des Tempels ist stark betont. Eine Diskussion mit Jerusalemer Priesterkreisen erscheint möglich, ist allerdings durch die Maximalpositionen, die 4QMMT bezieht, erschwert.
Weitere religionsgesetzliche Texte sind fragmentarisch erhalten. In 4Q477 werden Sanktionen gegen verschiedene Jachad-Mitglieder aufgezählt. Dieses Dokument erhielt den Namen 4QRebukes Reported by the Overseer, „Vom Aufseher gemeldete Zurechtweisungen“. Demnach wurden die Vorschriften des Jachad mindestens teilweise im wirklichen Leben praktiziert.

### Kalendarische Schriften
Das Erste Henochbuch und das Buch der Jubiläen, zwei alte und im Jachad als autoritativ geltende Schriften, setzen ein Kalenderjahr aus 364 Tagen bzw. 52 Wochen (6 Werktage plus Sabbat) voraus. „Die große Anziehungskraft des 364-Tage-Kalenders ist seine mathematische Ästhetik.“ Jedes Vierteljahr besteht aus zwei Monaten zu 30 Tagen und abschließend einem Monat zu 31 Tagen. Der Jahresbeginn ist immer der 4. Tag der Woche; Feste fallen auf den 1., 4. oder 6. Tag. Dieser Sonnenkalender ist möglicherweise viel älter, aber um 200 v. Chr. gewann er Bedeutung für die eigene Identität. Als um 150 v. Chr. der im Seleukidenreich übliche lunare Kalender in Jerusalem eingeführt wurde, stieß diese Modernisierung des Tempelkults auf starken Widerstand:

„Und es wird Leute geben, die den Mond genau beobachten unter Beachtung des Mondes. Denn er verdirbt die Zeiten und geht von Jahr zu Jahr zehn Tage vor […] sie werden irren in Bezug auf Monate und Sabbate und Feste und Jubiläen.“

Der Jachad hielt am traditionellen 364-Tage-Kalender fest. Seine kalendarischen Werke befassen sich hauptsächlich mit dem turnusmäßigen Wechsel der diensthabenden Priesterfamilien am Tempel (sogenannte Mishmarot-Texte, vgl. hebräisch משמרות mišmārôt, Plural: „Erfüllung von Amtspflichten, Dienstabteilungen“). Das wirkt, als plante man für den Fall, dass der Jachad für den Jerusalemer Kult verantwortlich wäre. Das wichtigste Jahresfest ist Schawuot. Das Fest ist im Jubiläenbuch und in der Tempelrolle mit dem Bundesschluss am Sinai verbunden. Der Jachad beging an diesem Tag wohl seine Bundeserneuerungszeremonie. Auf Schawuot folgten im jachadischen Kalender weitere kleine Erntefeste für Wein, Öl und Holz, die es im späteren jüdischen Kalender nicht gibt. Umgekehrt ignoriert der jachadische Kalender die vergleichsweise neuen jüdischen Feste Purim und Chanukka.

### Poetische und liturgische Schriften
Daily Prayers, Divrei Hameorot, Sabbatopferlieder

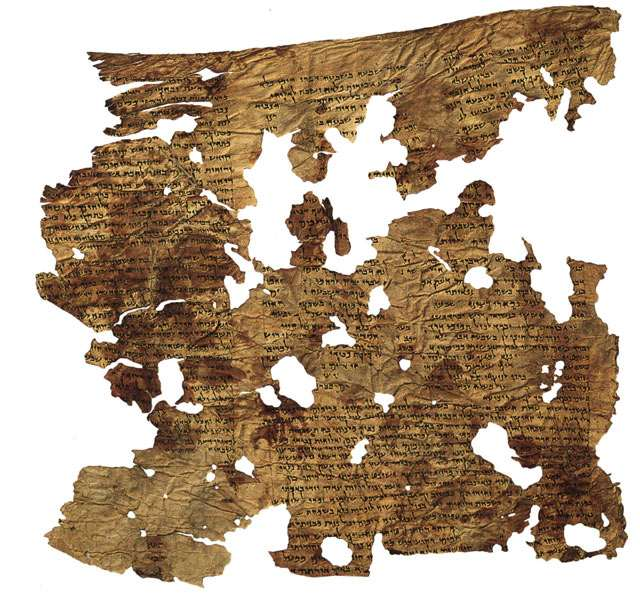
Sabbatopferlieder (4Q403)

Der Alltag der Jachad-Mitglieder war durch Morgen- und Abendgebete im wöchentlichen und monatlichen Rhythmus strukturiert. Fragmente dieser Liturgien bieten die Texte 4Q503 (Daily Prayers) und Divrei Hameorot. Es gab auch Feiertagsgebete, von denen nur Bruchstücke zu Jom Kippur und eventuell Schawuot erhalten sind. Die Sabbatopferlieder imaginieren Engelwesen, die einen himmlischen Kult vollziehen. Ob diese Texte im Jachad in irgendeiner Weise aufgeführt wurden, oder nur gelesen und meditiert werden sollten, ist unbekannt. Weitere liturgische Texte sind Segens- und Fluchworte.
Unter den jachadischen Texten nehmen psalmartige Dichtungen breiten Raum ein. Anscheinend stand das biblische Psalmenbuch als autoritativer Text auf der gleichen Stufe mit einer eigenen Komposition von Psalmen und nicht-biblischen Texten (Große Psalmenrolle).
Barkhi-Nafshi-Texte
Die Barkhi-Nafshi-Texte sind Dankgebete, die mit der aus Psalm 103 und Psalm 104 bekannten Formulierung beginnen: „Lobe den HERRN meine Seele!“ (hebräisch בָּרֲכִ֣י נַ֭פְשִׁי אֶת־יְהוָ֑ה bārǎkhî nafšî ’æt-JHWH). David R. Seely und Moshe Weinfeld meinen, dass es ausgehend von den beiden biblischen Psalmen eine Tradition von Barkhi-Nafshi-Texten gegeben habe, die bis ins Mittelalter reiche. Eine liturgische Funktion lässt sich nicht mehr bestimmen, aber das Fragment 4Q434 f2 weist Parallelen mit dem späteren Tischsegen (Birkat Hamason) auf und ist also für die Entwicklung jüdischer Gebetstexte wichtig.
Hodayot
Die Hymnenrolle (Hodayot) aus Höhle 1Q ist eine Komposition von poetischen Texten, Lobliedern, die bereits 1955 von Eleasar Sukenik publiziert wurden. Nach Jürgen Becker, Gert Jeremias und Karl Georg Kuhn ist eine Unterscheidung der Hodayot in Gemeindelieder und Lehrerlieder sinnvoll. Mindestens ein Lehrerlied zeigt ein außerordentliches Selbstbewusstsein des Sprechers (Self-Glorification Hymn, auch als selbständiger Text überliefert: 4Q471b). Eine autobiografische Deutung auf den Lehrer der Gerechtigkeit, von Gert Jeremias 1963 vorgeschlagen, wird weiterhin vertreten. Alternativ dazu schlägt Carol Ann Newsom vor, dass sich der jeweilige Leiter des Jachad (hebräisch מבקר mevaqqer, „Aufseher“) mit den Lehrerliedern die Rolle, die er in der Gruppe zu spielen hat, aneigne, ebenso wie das einfache Mitglied sich mit dem „Ich“ der Gemeindelieder identifiziere.
4QApocryphal Psalm and Prayer
4QApocryphal Psalm and Prayer ist ein Text, der in der Forschung kontrovers diskutiert wird. Erhalten ist der Anfang einer Schriftrolle. Nach Psalm 154 folgt ein Gebetstext mit politischem Bezug:

„Mache dich auf, Heiliger, für (על) Jonatan, den König, und die ganze Versammlung deines Volkes Israel, das in die vier Himmelsrichtungen (zerstreut) ist. Friede sei ihnen allen, und deinem Königreich/deiner Königsherrschaft. Gepriesen werde dein Name.“

„Jonatan der König“ könnte entweder der Hohepriester und Militärführer Jonatan Makkabäus sein, oder der König und Hohepriester Alexander Jannäus. Letzteres ist wahrscheinlicher, weil er auch den Königstitel führte. Aus jachadischen Schriften geht aber klar hervor, dass dieser Herrscher negativ bewertet wurde („Löwe des Zorns“). 4QApocryphal Psalm and Prayer könnte ein nicht-jachadischer Text sein. Falls man jachadische Verfasserschaft annimmt, könnte man im ersten Satz eventuell auch übersetzen: „gegen (על) Jonatan, den König“.

### Weisheitsliteratur
Das Sirachbuch ist unter den Schriftrollen vom Toten Meer mit einem hebräischen Manuskript aus Höhle 2Q und einem längeren Zitat als Teil der Großen Psalmenrolle vertreten (außerdem fand sich eine hebräische Schriftrolle des Sirachbuchs auf Masada).
4QInstruction ist eine fragmentarisch erhaltene Weisheitsschrift. Sie ist auch bekannt unter dem Titel hebräisch מוסר למבין mûsar ləmevîn „Ethik für den Verständigen“. Es gibt acht Manuskripte, diese Schrift war also beliebt. Nach der Rekonstruktion von Eibert Tigchelaar war 4QInstruction mit über 20 Kolumnen Text ein recht umfangreiches Werk. Angeredet ist ein Weisheitsschüler, der mit Frau und Kindern ein normales gesellschaftliches Leben führt; der Schüler ist verarmt, das aber unfreiwillig. Die erste Hälfte des Buchs hat einen kosmologischen Inhalt; die zweite Hälfte handelt von der Bestrafung der Bösen im Endgericht. Ein Schlüsselbegriff ist hebräisch רז נהיה raz nihjæh „Mysterium vom Gewordenen“ (so die Übersetzung von Johann Maier). Gemeint ist ein Plan Gottes, der alles umfasst, was war, ist oder sein wird. Dieses Mysterium soll der Leser in seinem eigenen Interesse meditieren. Er versteht dann beispielsweise seine Verpflichtungen gegenüber den Eltern besser oder hat mehr Erfolg in der Landwirtschaft. Vergleicht man das Sirachbuch und 4QInstruction, so fallen markante Unterschiede zwischen diesen beiden Weisheitslehren auf. Sirach und seine Schüler sind relativ wohlhabend (sie besitzen Sklaven, können reisen). Außerdem warnt Sirach explizit davor, die Geheimnisse der Schöpfung ergründen zu wollen (Sir 3,21–24 ). Ob 4QInstruction ein jachadisches Werk war oder von außerhalb stammte, aber im Jachad überarbeitet wurde, wird in der Forschung kontrovers beurteilt.
4QMysteries ist eine sehr fragmentarisch erhaltene Weisheitsschrift, die durch den wiederholt vorkommenden Begriff hebräisch רז raz „Mysterium“ Ähnlichkeit mit 4QInstruction besitzt, aber mehr spekulativ und weniger alltagspraktisch ausgerichtet ist. Ein Fragment (4Q300 = 4QMysteriesb) kontrastiert Weisheit mit Wahrsagekunst, was an das biblische Buch Daniel erinnert (zum Beispiel Dan 2,27–30 ).

### Historische Erzählungen
Im Qumran-Textkorpus sind historische Erzählungen außerhalb der parabiblischen Literatur sehr selten. Mit dem Buch Tobit (4Q196–200) ist eine Lehrzählung in aramäischer und hebräischer Fassung vertreten.
Es gibt außerdem zwei fragmentarisch erhaltene aramäische Erzählungen, die am persischen Königshof spielen: das Gebet des Nabonid (4Q242) und Proto-Esther (4Q550). Diese Hoferzählungen können als Unterhaltungsliteratur gelten, wofür auch ihr kleines Format spricht: gewissermaßen die antike Form eines Taschenbuchs.
Äußerst fragmentarisch erhalten sind Manuskripte aus Höhle 4Q, die von den Herausgebern als „historische Texte“ (Historical Text A–G) bezeichnet wurden, weil sie Personennamen der Hasmonäerzeit enthalten, vor allem die Königin Salome Alexandra (mit ihrem hebräischen Namen Šəlamṣijôn) und ein Aemilius, womit Marcus Aemilius Scaurus der Jüngere gemeint sein kann, der im Hasmonäischen Bruderkrieg intervenierte.

### Eschatologische und apokalyptische Schriften
Der Begriff eschatologisch wird in der alttestamentlichen Fachliteratur für zahlreiche Texte des Tanach verwendet, die Klaus Koenen so charakterisiert: „Man erwartet nicht das Ende der Zeit, sondern eine Wende der Zeit, die zur Vollendung der Schöpfung führt; keine andere Welt, sondern diese Welt anders…“ Als apokalyptisch bezeichnet man dagegen Texte, in denen das Weltende als unausweichlich betrachtet wird und eine von Gott neugeschaffene Welt jenseits dieser Katastrophe erhofft wird. Der apokalyptische Seher zieht sich aus der Welt zurück, schreibt unter dem Pseudonym einer großen Gestalt der Vergangenheit und verrätselt seine zeitgeschichtliche Diagnose durch Decknamen. Von der Gegenwart bis zum Weltende wird eine Abfolge von Ereignissen vorhergesagt. Apokalyptik ist innerhalb des Tanach ein Randphänomen, das wenige und späte Texte prägt.
Eschatologische und apokalyptische Anschauungen entsprechen sozusagen dem Zeitgeist im Judäa der hellenistischen und frührömischen Zeit; sie sind im Textkorpus der Qumranschriften sehr breit vertreten. Das heißt aber nicht, dass sie inhaltlich stets den Schwerpunkt bilden. „Der Hauptton dieser Werke liegt meistens auf anderen Themen: vorwiegend der Halacha, dem Kalender oder auf liturgischen Themen,“ betonen Géza G. Xeravits und Peter Porzig mit Bezug auf die jachadischen Schriften.
New Jerusalem
Das mit sieben Exemplaren vertretene aramäische Werk „Neues Jerusalem“ (New Jerusalem) enthält einen Visionsbericht vom Typ der Himmelsreise, eine Art Stadtführung durch ein utopisches, gigantisches Jerusalem. Der Weg führt von der Peripherie zum Zentrum. Von den Stadttoren durch die leeren Straßen und Wohnblöcke begleitet der Deuteengel den Visionär zum Tempel, in dem der Kult in Betrieb ist. Diesem visionären Stadtentwurf liegt wohl das Hippodamische Schema zugrunde.
Milchama-Texte
Die Milchama-Texte beschreiben den endzeitlichen Kampf (hebräisch מלחמה milḥamāh) der „Söhne des Lichts“ gegen die „Söhne der Finsternis“, bzw. Israels gegen die Kittim. Mit der wohlerhaltenen Kriegsrolle aus Höhle 1Q war eine Fassung dieses Textes unter den ersten publizierten Qumranschriften. Sowohl irdische als auch himmlische Welt sind dualistisch in zwei miteinander ringende Parteien, Gut und Böse, aufgeteilt. Die Grundidee, Israel als wohlgeordnetes Kriegslager, fanden die Verfasser in der Tora (Num 10,1-36 ). Die detaillierte Darstellung von Kampfabteilungen zeigt Nähe zu hellenistisch-römischen Kriegshandbüchern. Ausführliche priesterliche Gebete vor, während und nach der Schlacht deuten das Geschehen. Die „Söhne des Lichts“ handeln als Kollektiv, Einzelpersonen sind nicht besonders hervorgehoben. Ob die Milchama-Texte in der frühen Hasmonäerzeit (Kittim = Seleukiden) oder in der frührömischen Zeit (Kittim = Römer) entstanden, ist unsicher.
1QSa und 1QSb
Zwei eschatologisch-apokalyptische Texte sind als Anhang zur Gemeinderegel von Höhle 1Q überliefert:
- Die Gemeinschaftsregel (1QSa) enthält Regeln für das Leben im Jachad, die in einen eschatologischen Rahmen gestellt wurden. Im Mittelpunkt steht das gemeinschaftliche Mahl. In der Endzeit werden ein Priester und ein nicht-priesterlicher „Gesalbter“ (Messias) das Mahl leiten; der Messias ist dem Priester untergeordnet.[174]
- Die Segensregel (1QSb), ein jachadischer Text, enthält fünf Segenssprüche über Gruppen und Personen. Er wertet die Rolle des endzeitlichen Priesters auf, der unter die Engel versetzt wird und mit ihnen im endzeitlichen Tempel amtieren soll. Der „Fürst der Gemeinde“ ist demgegenüber ein idealer König, der Gerechtigkeit schaffen und Kriege siegreich führen soll (hier bezieht sich der Text auf Jes 1,1-5 EU).[175]

## Qumranhandschriften und Neues Testament

### Forschungsgeschichte
Die Qumranforschung der 1950er und 1960er Jahre wurde von Neutestamentlern dominiert. Sie waren vorrangig an Informationen über die Ursprünge des Christentums interessiert. Eine direkte Beziehung zwischen den Schriftrollen und dem Neuen Testament konnte nicht aufgezeigt werden. Weder Jesus noch eine andere Person des Urchristentums wird in den Qumrantexten erwähnt, die ja meist älter sind. Überraschender ist der zweite negative Befund: Im Neuen Testament ist keine Erwähnung des Jachad, von Khirbet Qumran oder von Essenern erkennbar. (Ein Vorschlag identifiziert die Essener mit den u. a. in Mk 3,6  genannten Herodianern; dies findet aber keine größere Zustimmung.) Bis zur Publikation der Schriftfunde von Qumran war die Umwelt der Jesusbewegung weitgehend durch Rückschlüsse aus späterem rabbinischem Material rekonstruiert worden. Eine Folge der Beschäftigung mit den Qumrantexten war ein positiveres Pharisäerbild, da der Jachad offenbar weit strenger lebte als die Pharisäer.
André Dupont-Sommer sah 1952 sehr weitreichende Parallelen zwischen dem Lehrer der Gerechtigkeit und Jesus von Nazareth: „Alles im jüdischen Neuen Bund kündigt den christlichen Neuen Bund an und bereitet ihn vor. Der Meister aus Galiläa, wie ihn uns das Neue Testament präsentiert, erscheint in vielerlei Hinsicht als erstaunliche Reinkarnation des Lehrers der Gerechtigkeit.“ Edward Wilson griff Dupont-Sommers These 1955 in einer vereinfachten Form auf: The Scrolls from the Dead Sea. Das Buch wurde in den Vereinigten Staaten zum Bestseller. Wilson schlug vor, nicht Jerusalem oder Bethlehem, sondern Khirbet Qumran als Wiege der Christenheit zu betrachten. Das Qumran-Essenertum und das Urchristentum seien aufeinanderfolgende Phasen der gleichen Bewegung. Er äußerte den Verdacht, dass christliche Qumranforscher dies herunterspielen und verschleiern wollten.
Frank M. Cross sah die Qumran-Essener als Tradenten der älteren apokalyptischen Literatur. Das Urchristentum habe sozusagen das Erbe Qumrans angetreten in seinen Gemeindestrukturen und in dem Bewusstsein, in der Endzeit zu leben. Cross gehörte zu den akademischen Schülern William Foxwell Albrights. Die Nähe zwischen Qumran und Neuem Testament wurde in der Albright-Schule als Argument gegen Rudolf Bultmanns Lektüre des Neuen Testaments in einem hellenistischen Kontext genutzt. Besonders das Johannesevangelium und die Johannesbriefe bewahrten demnach historische Erinnerungen aus einem aramäisch-hebräischen Milieu mit starkem essenischem Einschlag. Dies sprach eine konservative christliche Öffentlichkeit an. Cross war eigentlich Alttestamentler, und nachdem er seine Lehrtätigkeit an der Harvard University wieder aufgenommen hatte, befasste er sich mit der neutestamentlichen Thematik nicht weiter. Ein anderes Mitglied der Albright-Schule veröffentlichte kontinuierlich zum Thema Qumran und Urchristentum, auch als die Publikation der Qumran-Texte von 1960 bis 1990 weitgehend stagnierte: Joseph Fitzmyer.
Im deutschen Sprachraum und darüber hinaus war die Bultmann-Schule sehr einflussreich. Ihr ist auch Herbert Braun zuzurechnen, der 1966 eine zweibändige Synthese unter dem Titel Qumran und das Neue Testament vorlegte. Es ging um Parallelen und damit um die religionsgeschichtliche Einordnung des Urchristentums. Wichtige Themenfelder waren:
- Dualismus im Jachad, in der Gnosis und im Evangelium nach Johannes;
- Methoden der Exegese im Habakuk-Pescher und bei frühchristlichen Autoren;
- Messiaserwartung und Eschatologie;
- Lehre und Schicksal des Lehrers der Gerechtigkeit verglichen mit Jesus von Nazareth;
- Organisationsform des Jachad und der urchristlichen Gemeinden;
- Gemeinschaftsmahl des Jachad verglichen mit dem urchristlichen Herrenmahl;
- Rituelle Tauchbäder im Jachad verglichen mit der Praxis Johannes des Täufers und der urchristlichen Taufe.

Rudolf Bultmann begründete dualistisches Denken bei Paulus von Tarsus und im Johannesevangelium mit gnostischem Einfluss. Die Qumran-Texte zeigten nun, dass Dualismus auch in der palästinischen Lebenswelt der Jesusbewegung vorkam. Das war für Bultmann-kritische, konservative Neutestamentler ein wichtiger Punkt. Karl Georg Kuhn erläuterte, warum die stärksten Wirkungen der Qumranforschung im Neuen Testament für das Johannesevangelium zu erwarten seien: In Qumran wie im Johannesevangelium beziehe sich die dualistische Kategorie Licht/Finsternis auf das, was der Mensch tut. In der Gnosis sei der Dualismus anders begründet; Licht und Finsternis seien „nicht menschliche Existenzweisen, sondern substanzmäßige Bestandteile der Physis von Welt und Mensch.“ Qumran-Texte und Johannesevangelium rücken zusammen, die gnostische Literatur erscheint als andersartig.

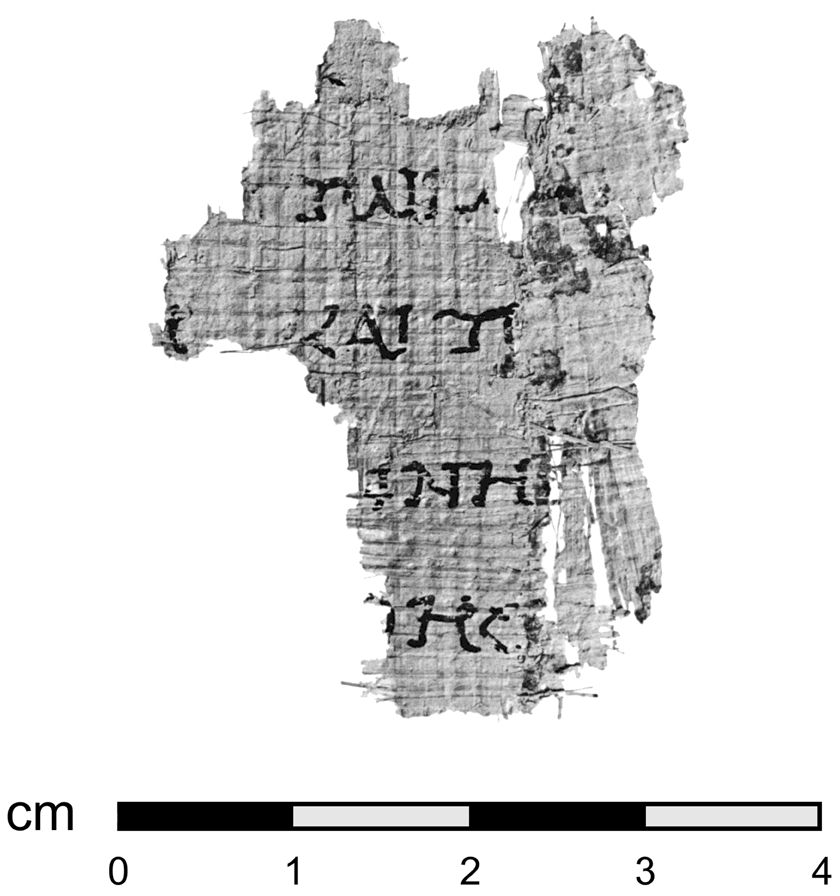
Papyrus 7Q5

José O’Callaghan Martínez schlug 1972 vor, dass in Höhle 7Q Schriften des Neuen Testaments aufbewahrt worden seien: 7Q5 enthalte den Text von Mk 6,52–53  und 7Q4 1 Tim 3,16ff. . Wenn dem so wäre, müsste die Datierung des Markusevangeliums und des 1. Timotheusbriefs von der historisch-kritischen Bibelwissenschaft revidiert werden. O’ Callaghans Vorschlag wurde von Fachleuten für die Qumrantexte (Maurice Baillet), für Papyrologie (C. H. Roberts) und Textkritik des Neuen Testaments (Kurt Aland) abgelehnt. 1984 vertrat Carsten Peter Thiede erneut, dass 7Q5 den Text Mk 6,52–53  enthalte. Thiedes These wurde durch mehrere Studien falsifiziert.
Robert Eisenman vertrat seit den 1980er Jahren die These, Johannes der Täufer, Jesus von Nazareth und dessen Bruder Jakobus seien ebenso wie die Qumran-Essener Teil einer antirömischen politischen Bewegung in Judäa gewesen. 1992 veröffentlichte er gemeinsam mit Michael O. Wise eine Übersetzung der soeben erst von der Huntington Library freigegebenen Qumran-Texte unter dem Titel The Dead Sea Scrolls Uncovered. Im Vorwort wiederholte Eisenman seine These, der jachadische „Lehrer der Gerechtigkeit“ sei niemand anderes als die Führungspersönlichkeit der Jerusalemer Urgemeinde, Jakobus mit dem Beinamen „der Gerechte.“ Der im Jachad mit dem Decknamen „Lügenträufler“ bezeichnete Gegner des Lehrers sei dagegen Paulus von Tarsus. Damit diese Gleichsetzungen überhaupt möglich waren, musste Eisenman gegen den Konsens der Forschung eine Spätdatierung der jachadischen Schriften in die letzten Jahrzehnte vor dem Jüdischen Krieg vertreten. Die übliche paläographische Datierung wurde mit der Radiokarbonmethode bestätigt. Eisenman argumentierte also gegen zwei wissenschaftliche Datierungsmethoden.
Das gleiche Problem besteht auch bei der These von Barbara Thiering: Sie nimmt an, dass Jesus von Essenern aufgezogen und von Johannes dem Täufer in die Gemeinschaft initiiert worden sei. Dann habe er allerdings Maria Magdalena geheiratet und sei schließlich nach Rom gereist: Alles hängt an der Spätdatierung, und diese hat den paläografischen und C14-Befund gegen sich.

### Neue Fragestellungen
Seit die halachischen Texte aus Höhle 4Q veröffentlicht sind, wirken der Jachad und die Jesusbewegung weniger ähnlich als in der Anfangszeit der Qumranforschung. Heute dient ein Vergleich von neutestamentlichen und jachadischen Texten eher zur Kontextualisierung beider Gruppen als zur Vermutung eines direkten Einflusses. Gerade die nicht-jachadischen Texte zeigen die Vielfalt des zeitgenössischen Judentums. Für einige Formulierungen des griechischen Neuen Testaments kennt man nur durch die Qumran-Texte die hebräische oder aramäische Parallele. So hat der Ausdruck „Arme im Geist“ in der Seligpreisung Mt 5,3  eine Parallele in 1QM 14,7 und 1QHa 6,14. Die dortige Bedeutung ist „demütig, niedrig im Gemüt“ oder aber „verzweifelt“. 4Q525 bietet eine Reihe von Seligpreisungen, die auch die Menschen „reinen Herzens“ erwähnt. Beide Beispiele zeigen, dass die Seligpreisungen in der Bergpredigt in ihrer Form und in ihrer Ausgestaltung durch den Evangelisten Matthäus von einer „palästinisch-jüdischen Matrix“ geprägt sind. 4QInstruction verbindet ein eschatologisches Weltbild mit alltagspraktischen Ratschlägen. Das lässt sich mit den weisheitlichen Texten der Jesusüberlieferung vergleichen. „Werke des Gesetzes“ (altgriechisch ἔργα νόμου érga nómou), eine für Paulus von Tarsus wichtige Formulierung, erhält durch 4QMMT klarere Konturen: Dieser jachadische Lehrbrief erläutert „ein bißchen vom Tun der Tora“, und dieses Tora-Tun scheint im Sinn von Tora-Vorschrift, Halacha, gemeint zu sein.

## Qumranhandschriften und rabbinische Literatur
Der Beitrag der Schriftrollen vom Toten Meer zum Verständnis der Entwicklung der Halacha ist erheblich. Denn diese Texte bieten Einblick in die Periode vor Abfassung der Mischna (um 200 n. Chr.). Joseph Baumgarten schlug erstmals vor, dass es eine priesterliche halachische Tradition gegeben habe, die vom Jachad (vgl. 4QMMT) und von Sadduzäern getragen wurde, im Gegensatz zur pharisäischen und späteren rabbinischen Tradition. Die Gemeinderegel (1QS 7–12) nimmt eine grundsätzliche Unterteilung in „offenbarte“ (hebräisch נגלות niglôt) und „verborgene“ (hebräisch נסתרות nistarôt) Gebote der Tora vor. Jachad-Mitglieder befolgten die ganz Israel aufgetragenen Gebote und darüber hinaus neue Gebote, die durch inspirierte Exegese ermittelt wurden und von denen das Israel außerhalb des Jachad nichts wusste. Das Eherecht ist ein interessantes Beispiel für die Begründung von Normen in jachadischen Schriften: Die Damaskusschrift (CD 4,18f.) leitet das Verbot der Vielehe und der Wiederheirat nach Scheidung aus der Schöpfungsordnung ab (Gen 1,27 ). In vielen Fällen enthalten halachische Qumran-Texte die „alte“ Halacha, also das, was zur Zeit des Zweiten Tempels üblich und oft auch nicht zwischen den Religionsparteien umstritten war. Ein methodisches Problem ist, dass die rabbinische Literatur nicht zeitgenössisch mit den Qumrantexten ist, sondern jünger, und die darin überlieferten Konflikte zwischen Pharisäern und Sadduzäern wahrscheinlich kein historisch zuverlässiges Bild beider Positionen geben.

## Museen und Sammlungen
Ein Großteil der Qumran-Fragmente wird im Rockefeller Museum (ehemals Palestine Archaeological Museum) in Ost-Jerusalem aufbewahrt. 1991 richtete die Israelische Altertümerbehörde hier ein Labor zur Konservierung der Fragmente ein.

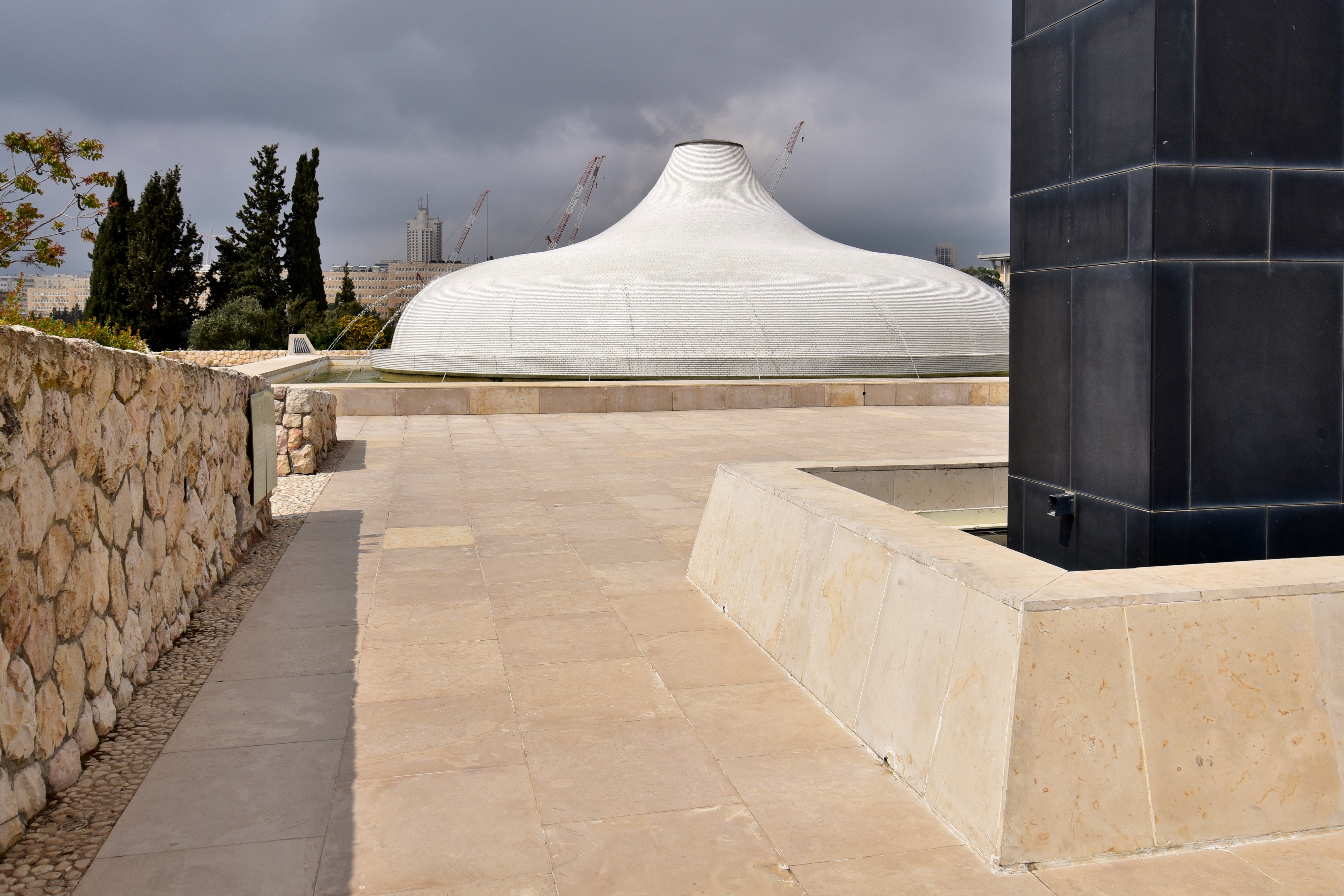
Schrein des Buches (2019)

Der Schrein des Buches in West-Jerusalem, eine Abteilung des Israel-Museums, wurde eigens erbaut, um die großen Schriftrollen vom Toten Meer der Öffentlichkeit zu präsentieren. Er wurde am 20. April 1965 eröffnet. Die besondere Architektur soll den Besuch zu einem religiösen Erlebnis machen; die weiße Kuppel symbolisiere sowohl die aus jachadischen Schriften bekannten „Söhne des Lichts“ als auch die Wiedergeburt der israelischen Nation, so der Kurator Adolfo Roitman.
Das Jordanische Nationalmuseum in Amman besitzt unter anderem die Kupferrolle (3Q15) und das Einzelblatt 4QTestimonia. Die Exponate geben einen Überblick über die verschiedenen Materialien und Gattungen der Schriftrollen. Sie befinden sich in der jordanischen Hauptstadt, weil sie vor dem Sechstagekrieg für eine Ausstellung vom Palestine Archaeological Museum nach Amman ausgeliehen wurden.
Die Bibliothèque nationale de France in Paris erwarb 1953 Fragmente aus Höhle 1Q, darunter die Komposition Neues Jerusalem, mehrere Bibeltexte und Pescharim. Die Universitäten Heidelberg, Leuven und das Oriental Institute der University of Chicago besitzen ebenfalls Qumran-Fragmente. Unter den Privatsammlungen mit Qumran-Fragmenten ist die Schøyen Collection in Oslo.